# John William Waterhouse
John William Waterhouse (n. 6 aprilie 1849, Roma, Statele Papale – 10 februarie 1917, Londra, Anglia, Regatul Unit) a fost un pictor englez cunoscut pentru lucrările realizate în stilul prerafaelit. A lucrat câteva decenii după despărțirea de prerafaeliți, perioadă în care s-a aflat în vârful carierei la mijlocul secolului al XIX-lea, ceea ce a dus la porecla „prerafaelitul modern“. Împrumutând influențe stilistice, nu numai de la prerafaeliții timpurii, dar și de la contemporanii săi, impresioniștii, operele sale de artă au fost cunoscute pentru reprezentările unor femei atât din mitologia greacă veche, cât și din legenda regelui Arthur.
Născut în Italia, din părinți englezi, care erau pictori, s-a mutat mai târziu la Londra, unde s-a înscris la Academia Regală de Artă. A început să expună la expoziții anuale de vară, concentrându-se pe crearea unor lucrări planșă reprezentând scene din viața cotidiană și din mitologia Greciei antice. Mai târziu a preluat stilul prerafaelit de pictură, în ciuda faptului că acesta nu mai era la modă pe scena artei britanice de câteva decenii.
Deși nu este la fel de bine cunoscut precum alți artiști prerafaeliți precum Dante Gabriel Rossetti, John Everett Millais și William Holman Hunt, opera lui Waterhouse este afișată în prezent în mai multe galerii importante de artă britanice, iar Academia Regală de Artă a organizat o retrospectivă majoră a operei sale în anul 2009.

## Biografie
Waterhouse s-a născut la Roma din pictorii englezi William și Isabella Waterhouse în 1849, în același an în care membrii curentului prerafaelit, inclusiv Dante Gabriel Rossetti, John Everett Millais și William Holman Hunt, agitau scena artei din Londra. Data exactă a nașterii sale nu este cunoscută, deși el a fost botezat la 6 aprilie, și Peter Trippi, cel care a cercetat opera lui Waterhouse, a crezut că el a fost născut între 1 și 23 ianuarie. Viața sa în Italia a fost unul dintre motivele pentru care multe dintre picturile sale de mai târziu prezentau Roma antică sau erau bazate pe scene preluate din mitologia romană.
În 1854, familia Waterhouse s-a întors în Anglia și s-a mutat într-o casă nou construită în South Kensington, Londra, care era aproape de Victoria and Albert Museum nou înființat. Waterhouse, sau „Nino“, așa cum a fost poreclit, venind dintr-o familie artistică, a fost încurajat să deseneze, și de multe ori a făcut schițe ale operelor de artă pe care le-a găsit în British Museum și în National Gallery. În 1871 a intrat la școala Academiei Regale de Artă, inițial pentru a studia sculptura, înainte de a trece la pictură.

## Cariera timpurie
Lucrările timpurii ale lui Waterhouse nu prezentau natura în stil prerafaelit, dar prezentau teme clasice în spiritul lui Alma-Tadema și a lui Frederic Leighton. Aceste lucrări timpurii au fost expuse la Galeria Dudley și la Royal Society of British Artists, iar în 1874 a fost expusă pictura „Somnul și fratele său vitreg Moartea” la expoziția de vară a Academiei Regale. Pictura a fost un succes și Waterhouse a expus la expoziția anuală în fiecare an, până în 1916, cu excepția anilor 1890 și 1915. A devenit din ce în ce mai important pe scena de artă din Londra, cu tabloul său din 1876 „După Dans” primind cel mai important loc la expoziția de vară din acel an. Poate din cauza succesului său, picturile sale au devenit din ce în ce mai mari în dimensiune.

## Cariera târzie
În 1883 s-a căsătorit cu Esther Kenworthy, fiica unui institutor de artă de la Ealing, care a expus propriile tablouri cu flori la Academia Regală. Au avut doua fete, dar ambele au murit în copilărie. În 1895 Waterhouse a fost ales să aibă statutul de academician plin. A predat la Școala de Artă din Lemn St. Ioan, a intrat în Clubul de Artă din Lemn St. John, și a făcut parte din Consiliul Academiei Regale.
Una dintre cele mai faimoase picturi ale lui Waterhouse este Doamna de Shalott, un studiu al lui Elaine de Astolat, care moare de durere atunci când Lancelot nu o iubește. Waterhouse a pictat de fapt, trei versiuni diferite ale acestui personaj, în 1888, 1894 și 1916. Un alt subiect favorit al lui Waterhouse a fost Ofelia; cea mai faimoasă dintre picturile sale cu Ofelia descrie chiar momentele de dinainte de moartea ei, punându-și flori în păr stând pe o ramură de copac aplecat peste un lac. La fel ca Doamna de Shalott și alte picturi Waterhouse, pictura prezintă o femeie aflată pe moarte în apă sau în apropierea apei. E posibil să fi fost inspirat de picturile cu Ofelia de către Dante Gabriel Rossetti și John Everett Millais. A prezentat pictura Ofelia din 1888 pentru a primi diploma de la Academia Regală. (A vrut inițial să prezinte un tablou intitulat O sirenă, dar nu a fost finalizată la timp.) După aceasta, pictura a fost pierdut până în secolul al XX-lea, și este afișată acum în colecția Lordului Lloyd Webber. Waterhouse a mai pictat-o pe Ofelia în 1894 și 1909 sau 1910, și a planificat un alt tablou din serie, numit „Ofelia în curtea cimitirului“.
Waterhouse nu a putut încheia seria de picturi închinată Ofeliei deoarece a fost grav bolnav de cancer din 1915. A murit doi ani mai târziu, iar mormântul lui poate fi găsit la Kensal Green Cemetery din Londra.

## Galerie
În total, a creat 118 tablouri. 

### Anii 1870

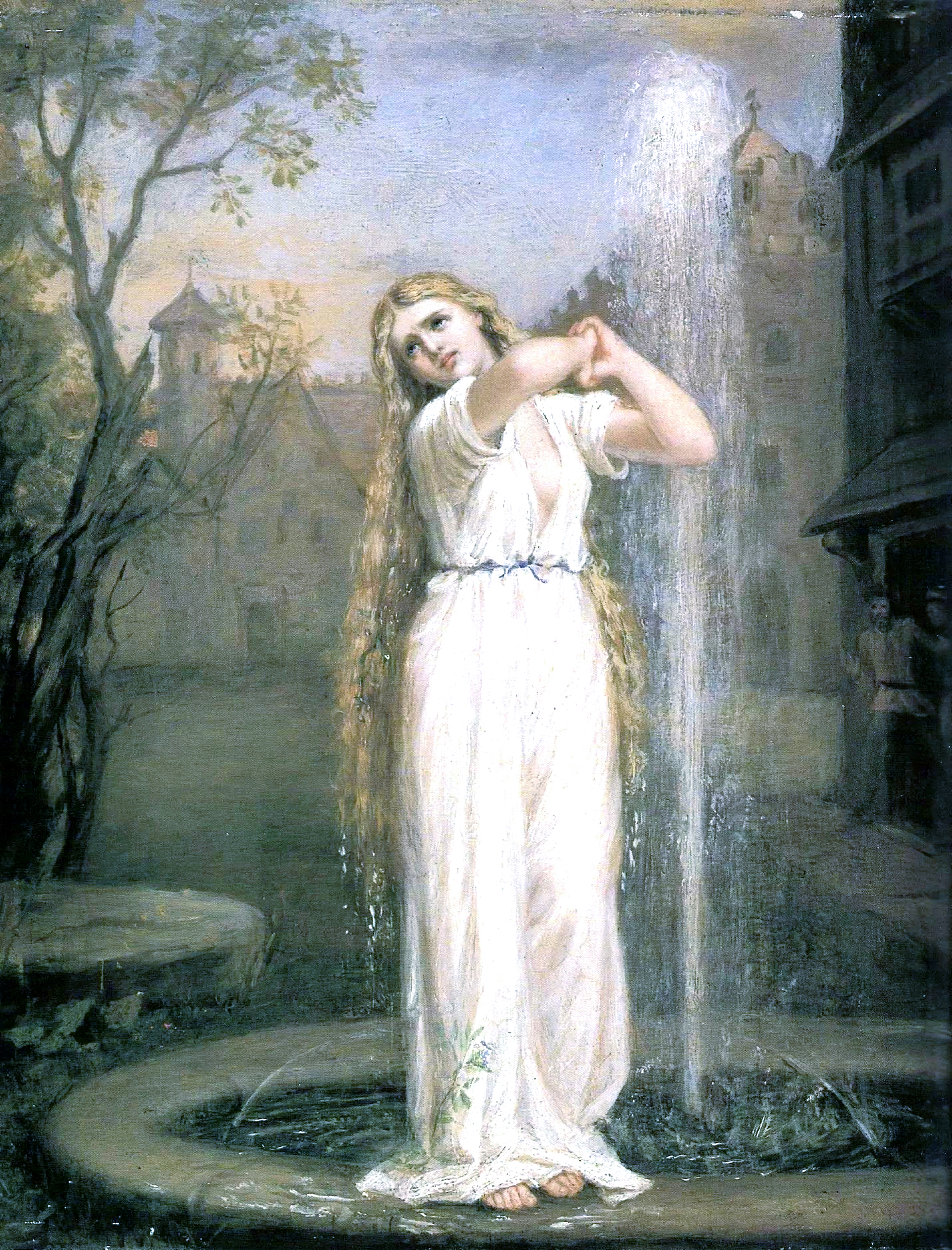
Undine 1872
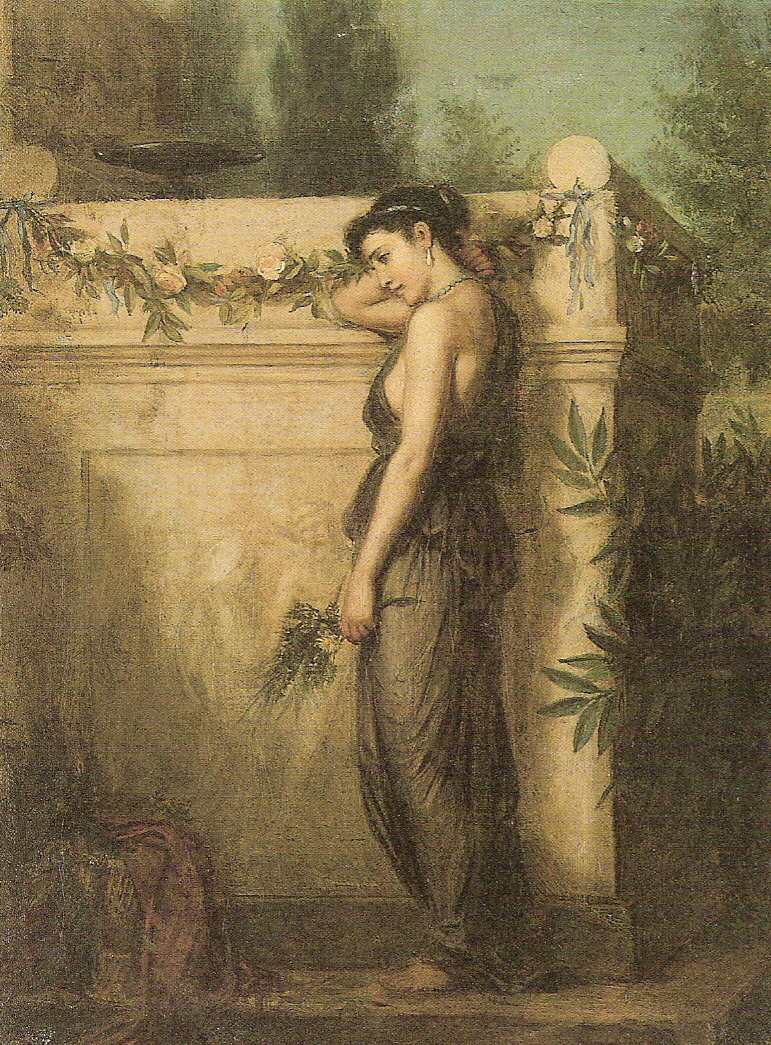
Plecată, dar neuitată 1873
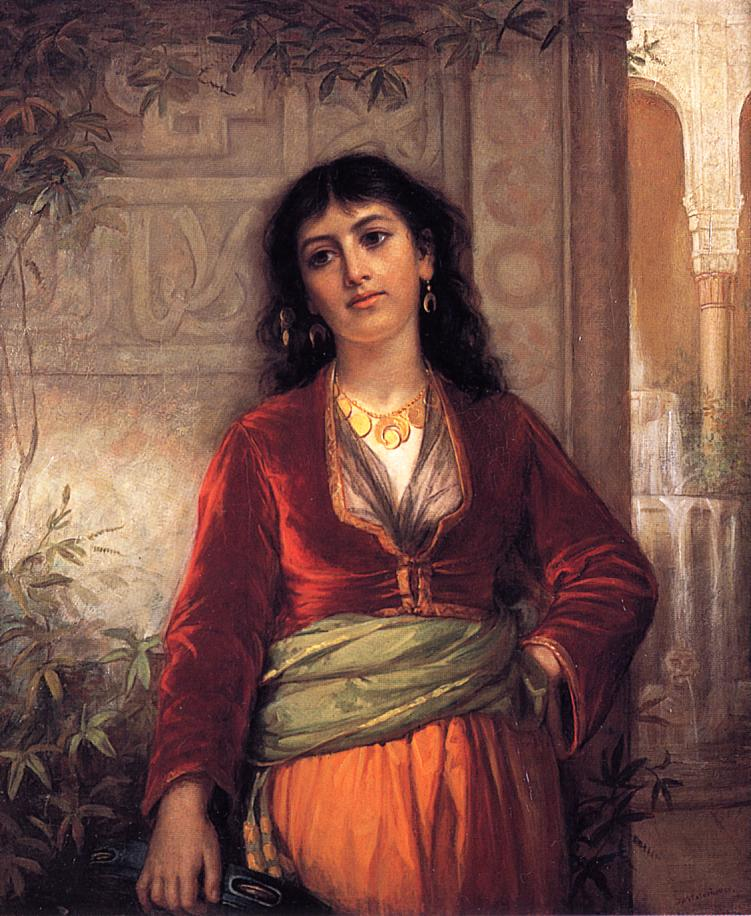
Însoțitoarea nebinevenită-O scenă de stradă din Cairo 1873
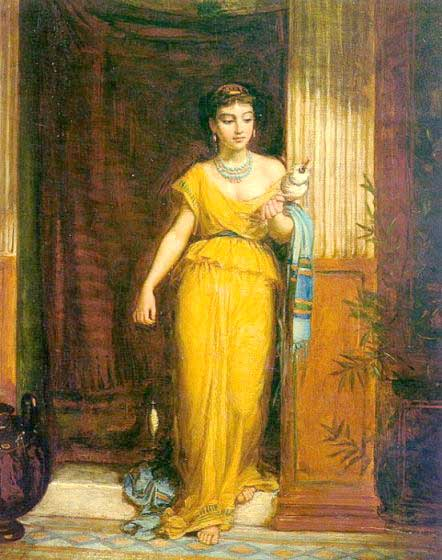
La Fileuse 1874
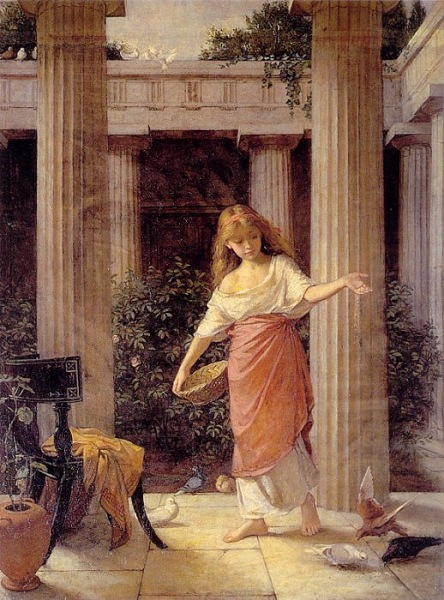
In the Peristil 1874
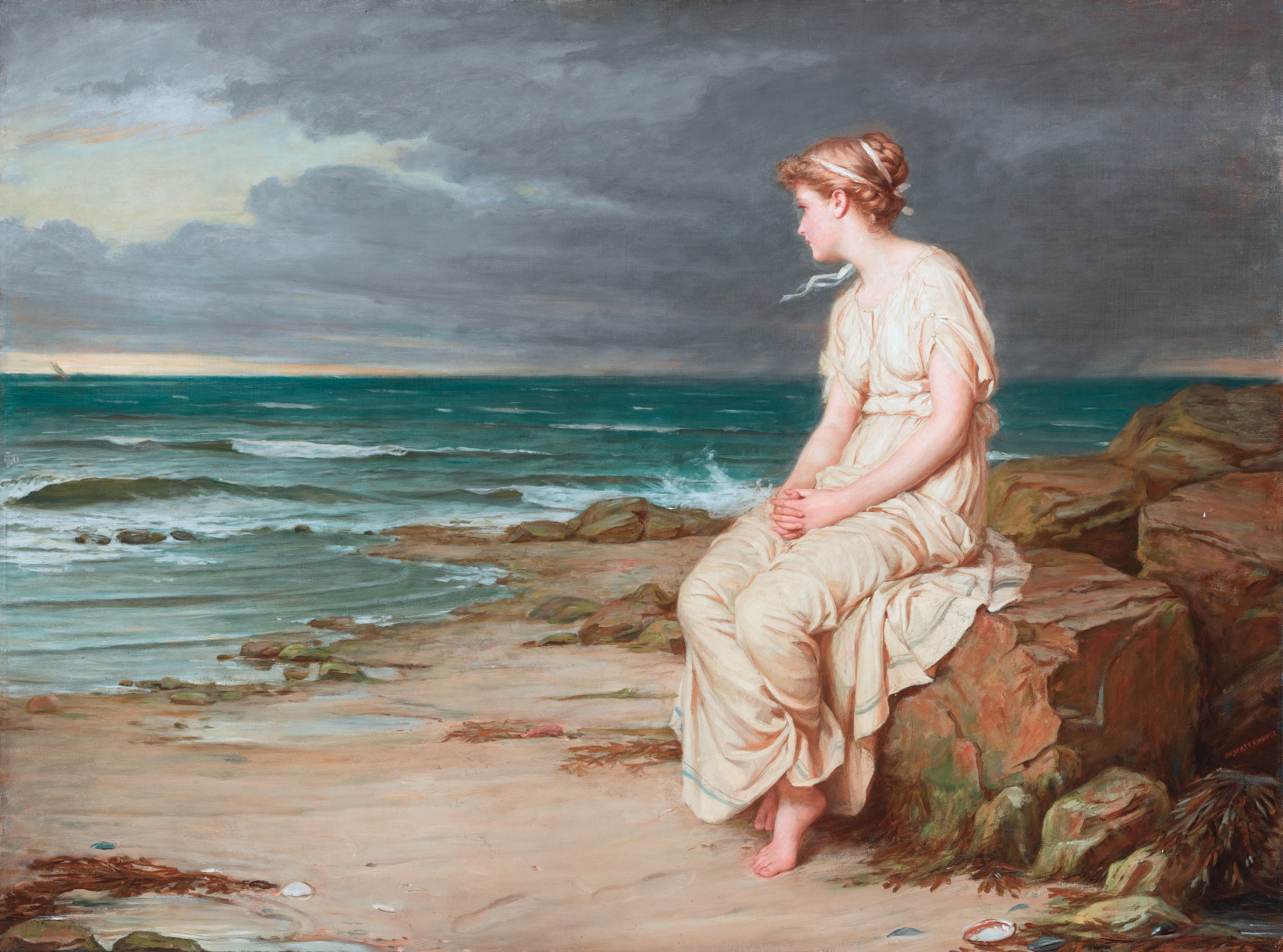
Miranda 1875
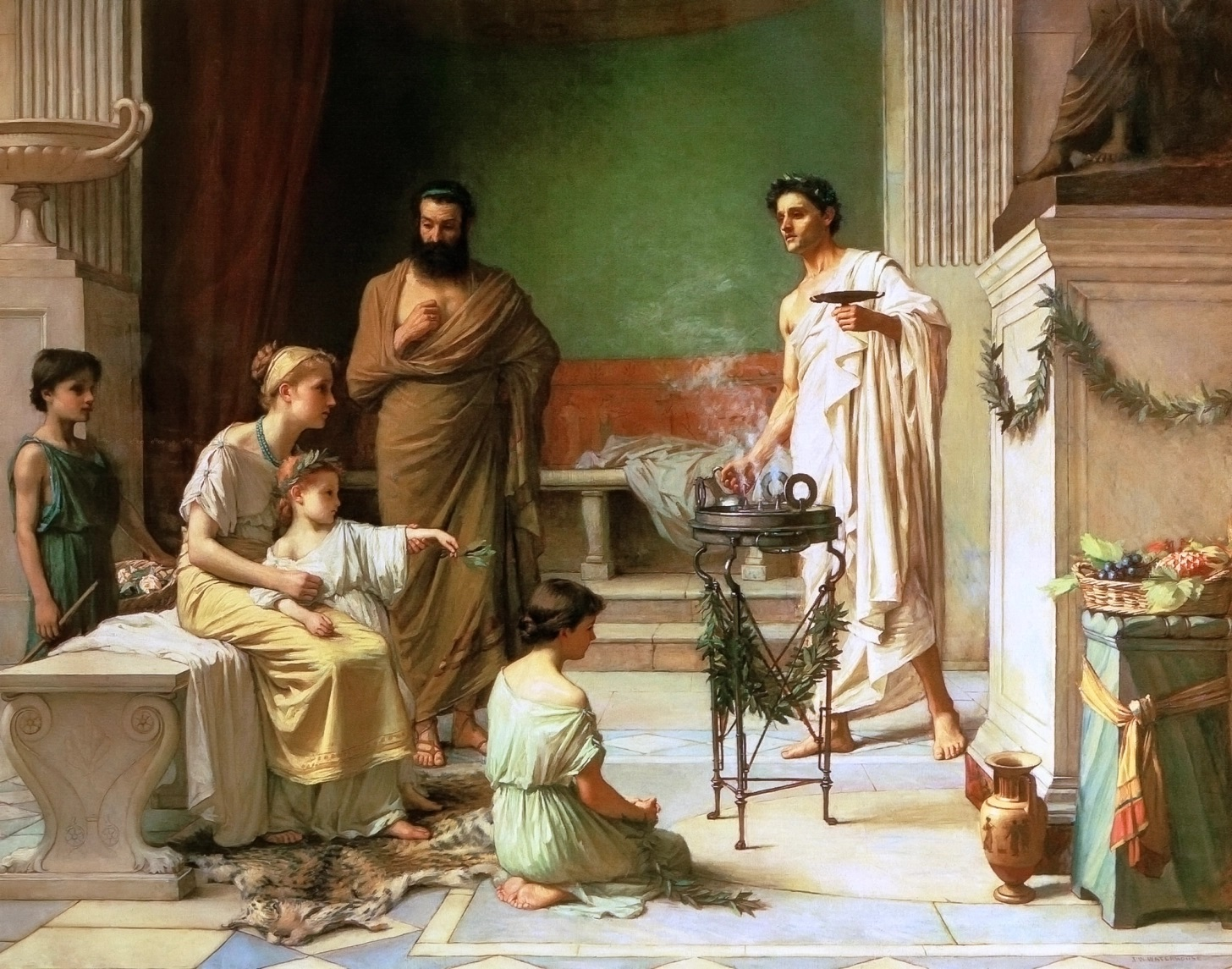
Un copil bolnav adus în Templul lui Esculap 1877
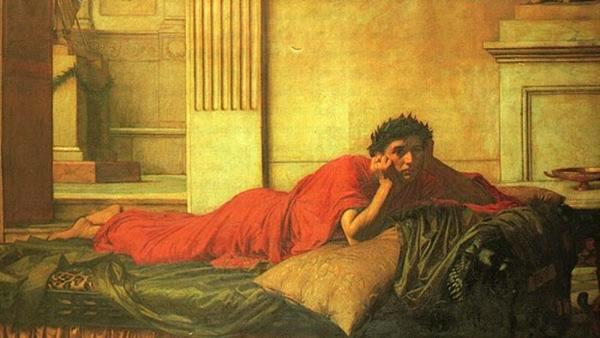
Remușcările împăratului Nero după asasinarea mamei sale 1878

### Anii 1880

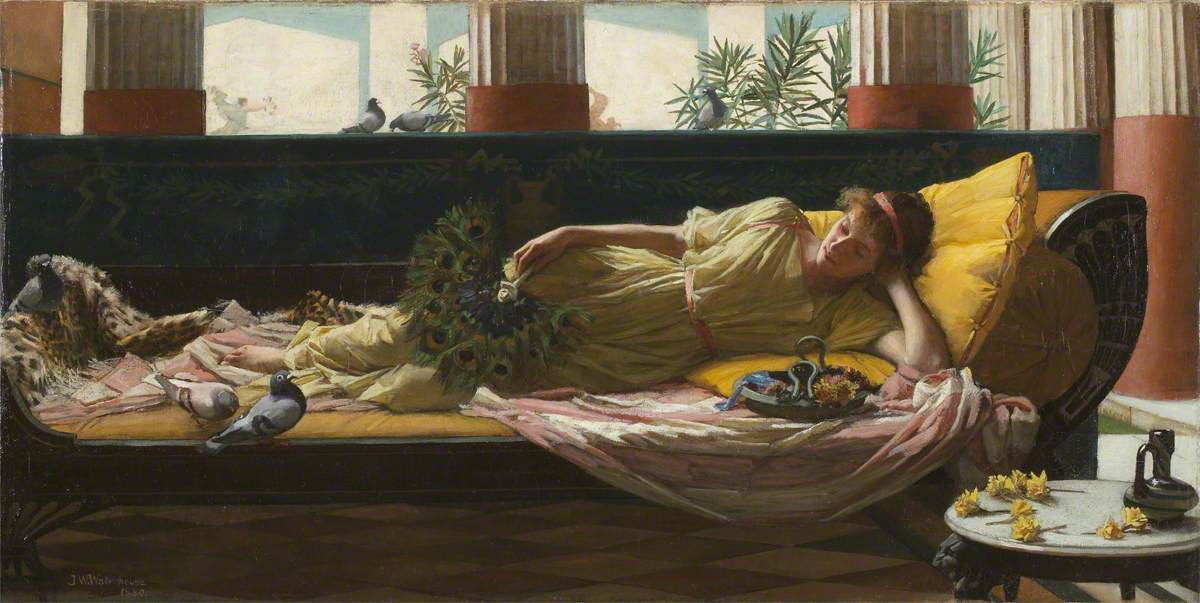
Dolce far Niente 1880
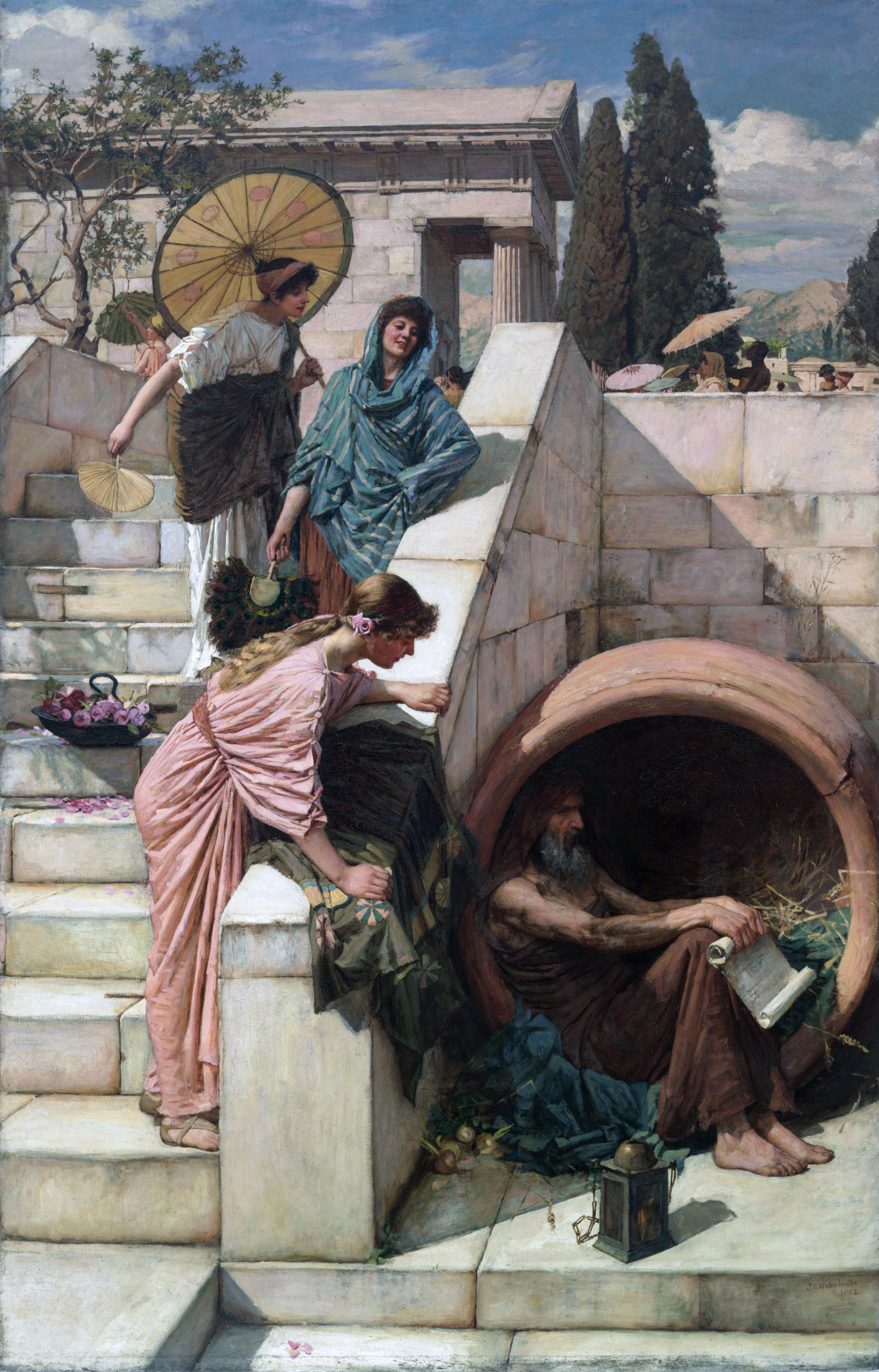
Diogene 1882
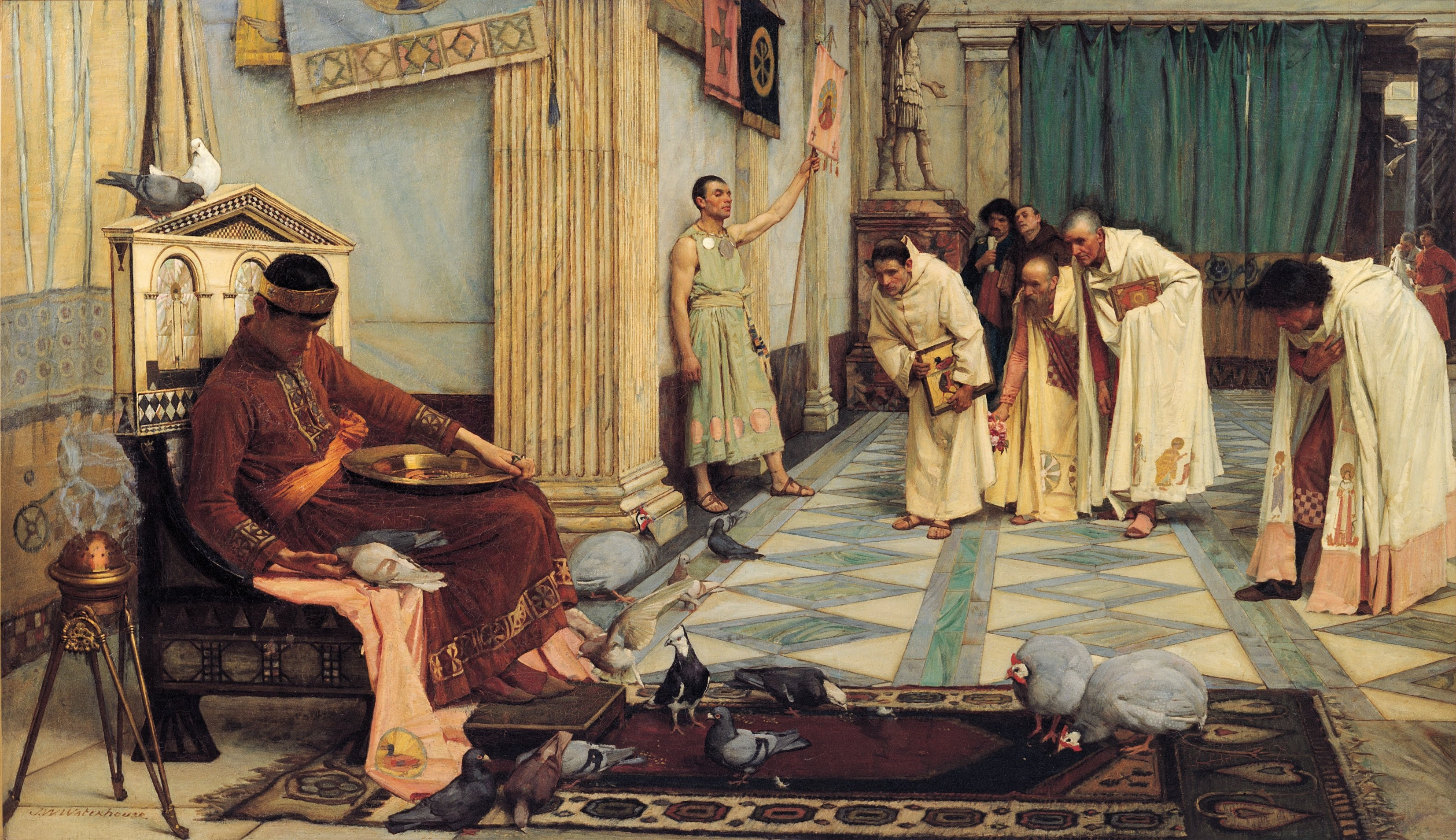
Favoriții împăratului Honorius 1883
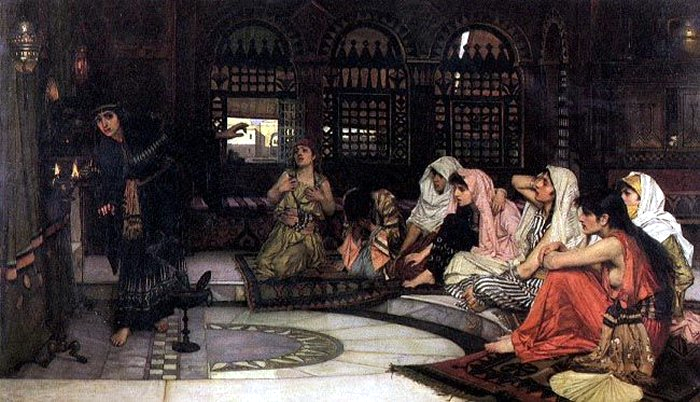
Consultând oracolul 1884
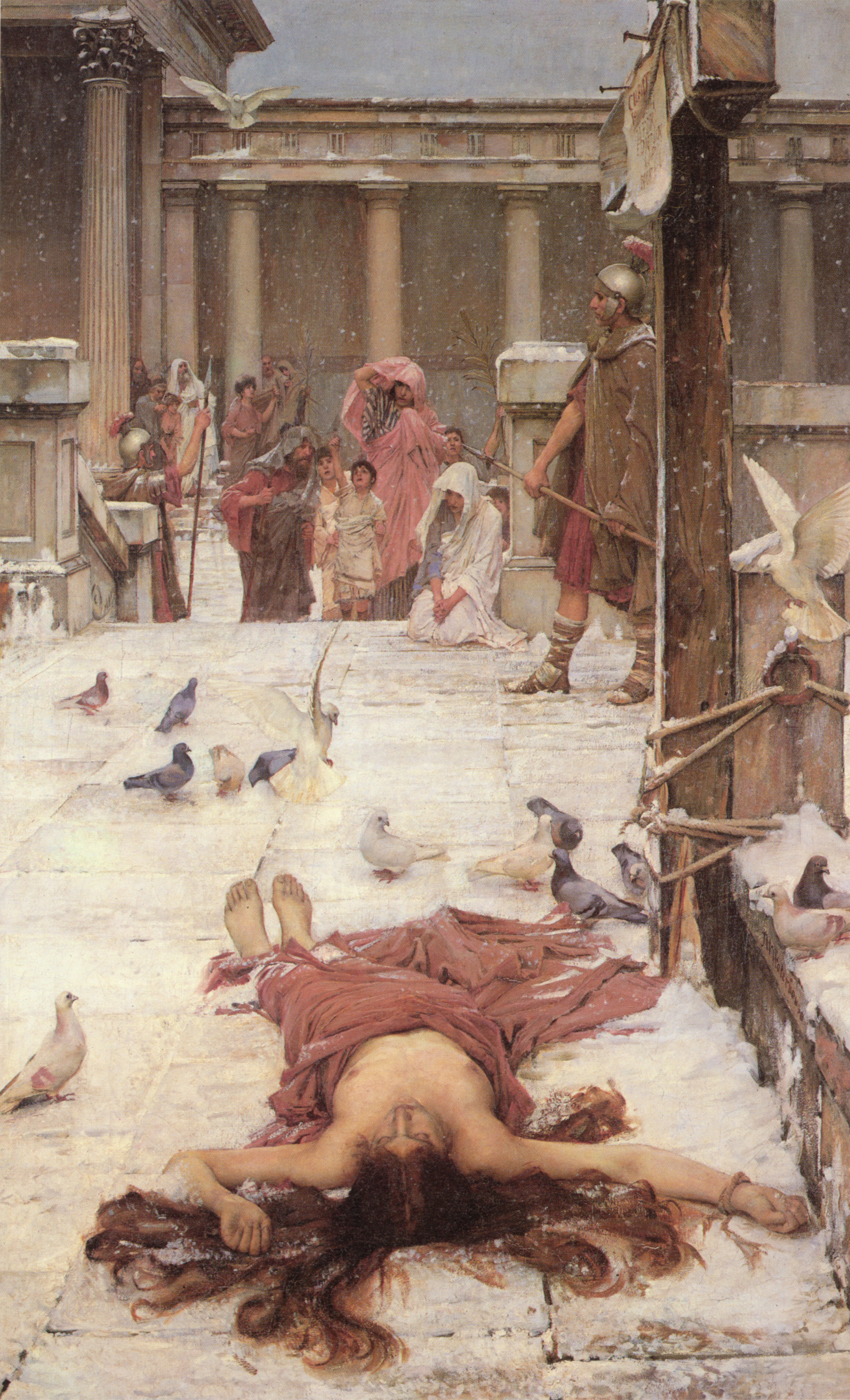
Sfânta Eulalia 1885
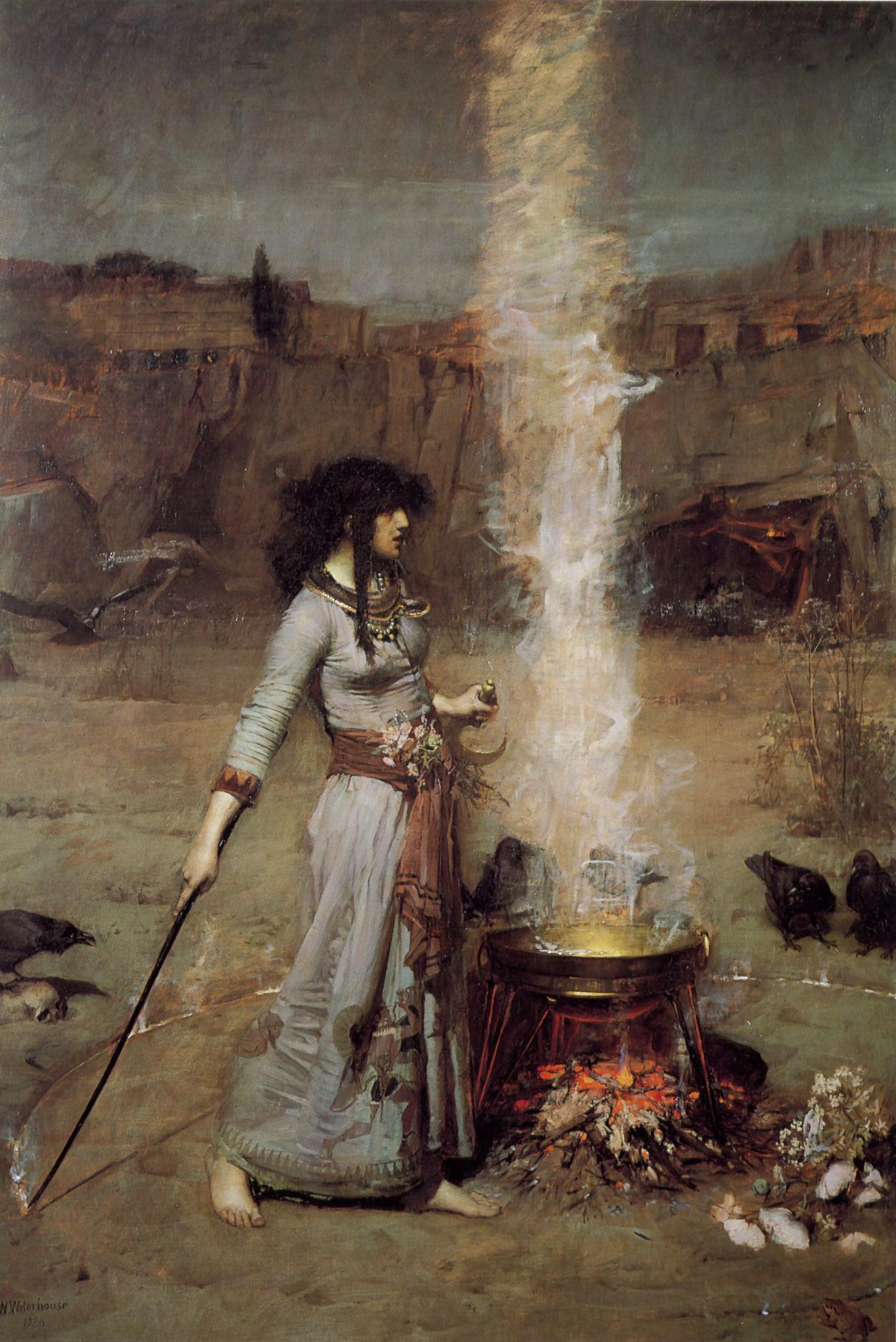
Cercul magic 1886
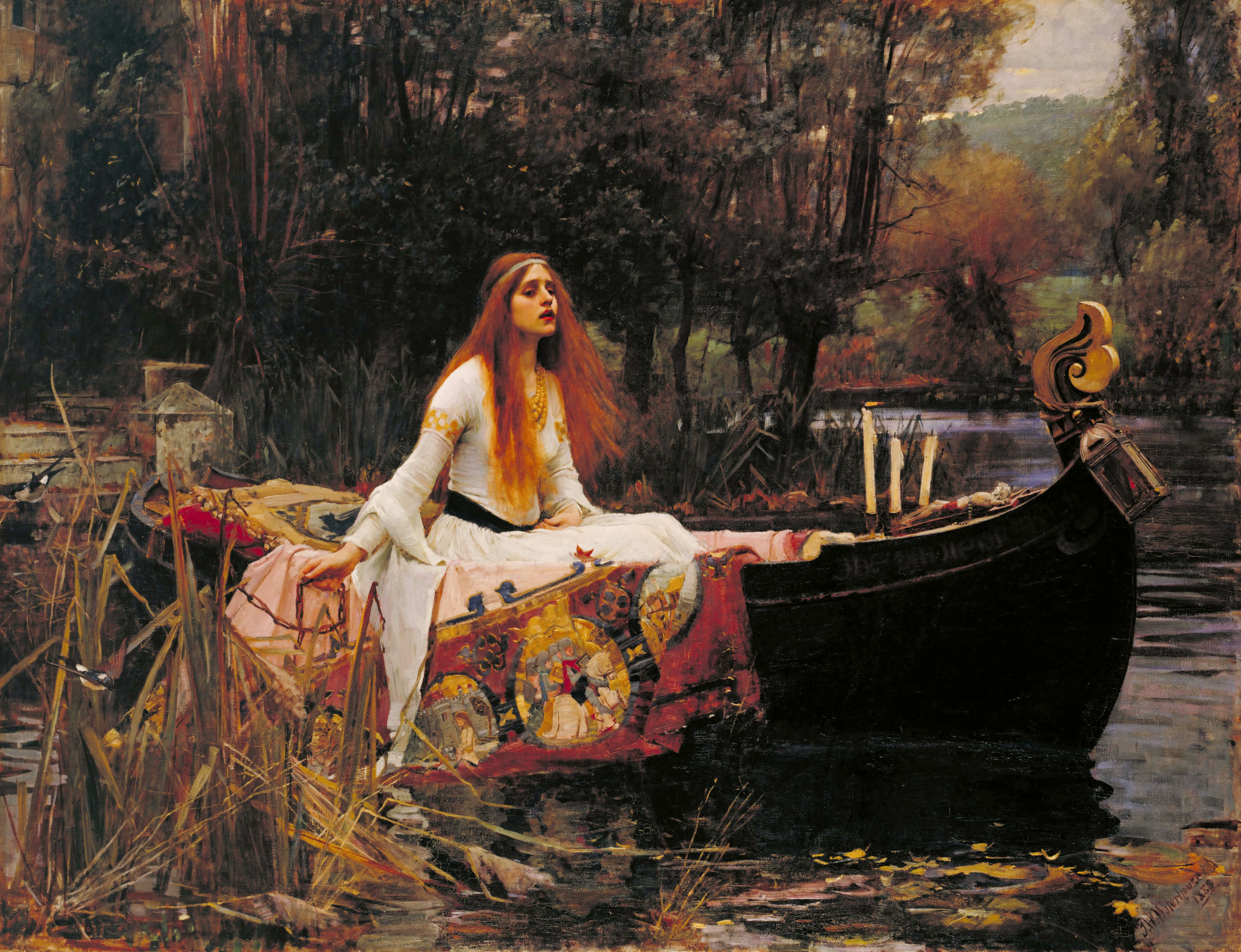
Doamna de Shalott 1888
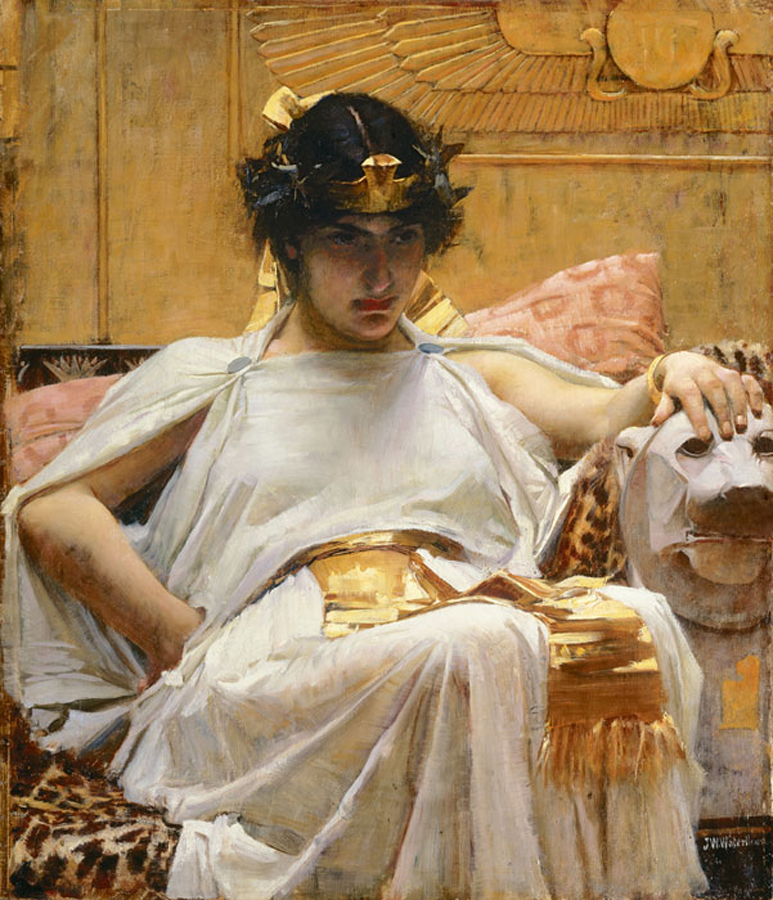
Cleopatra 1888
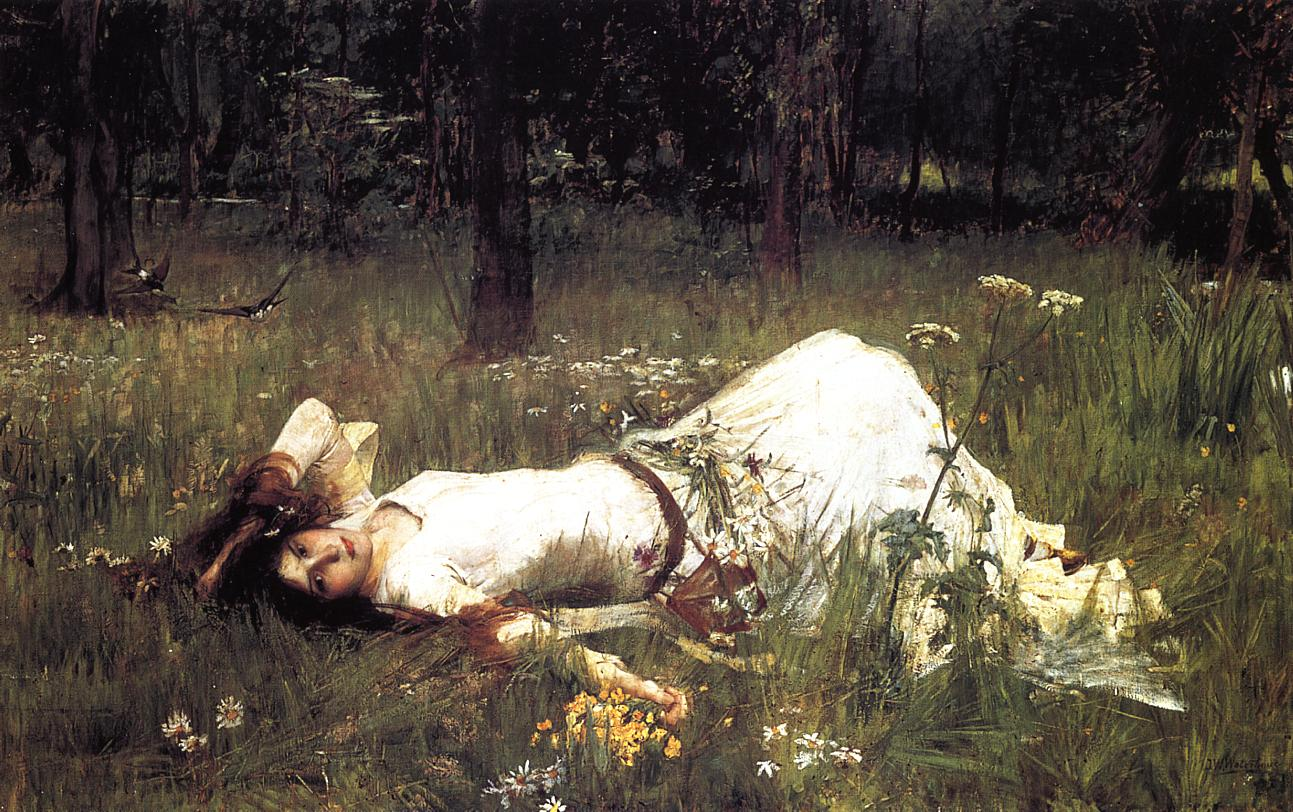
Ofelia 1889

### Anii 1890

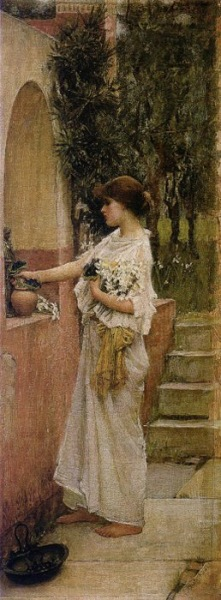
O ofrandă romană 1890
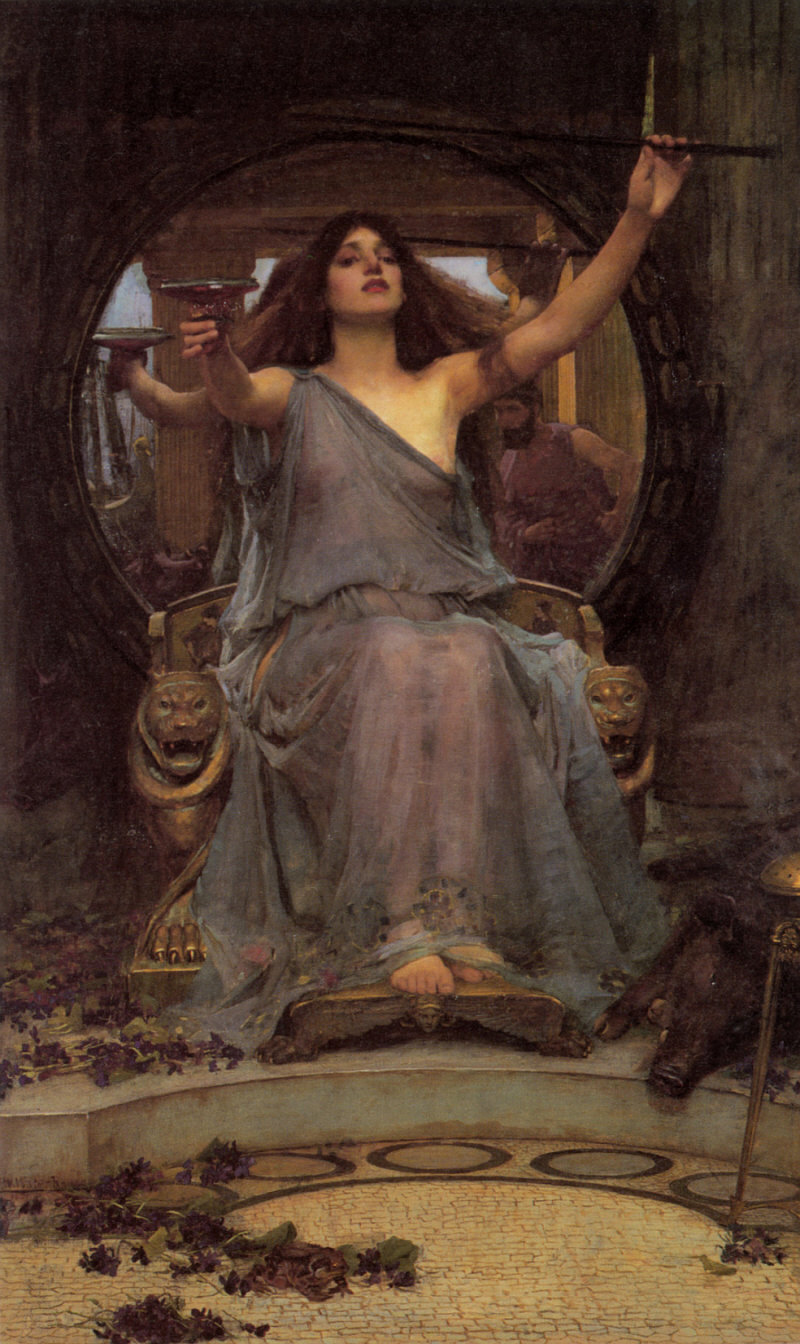
Circe oferind cupa lui Ulise 1891
Ulise și sirenele 1891
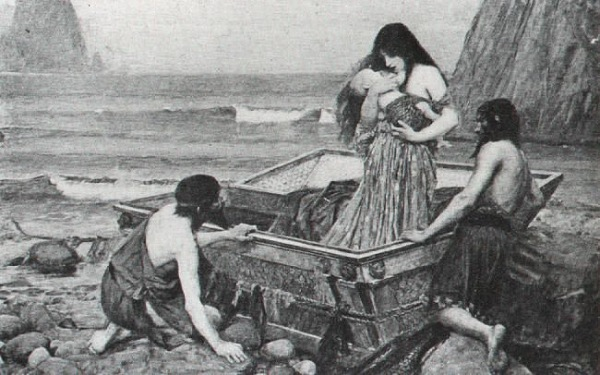
Danaë 1892
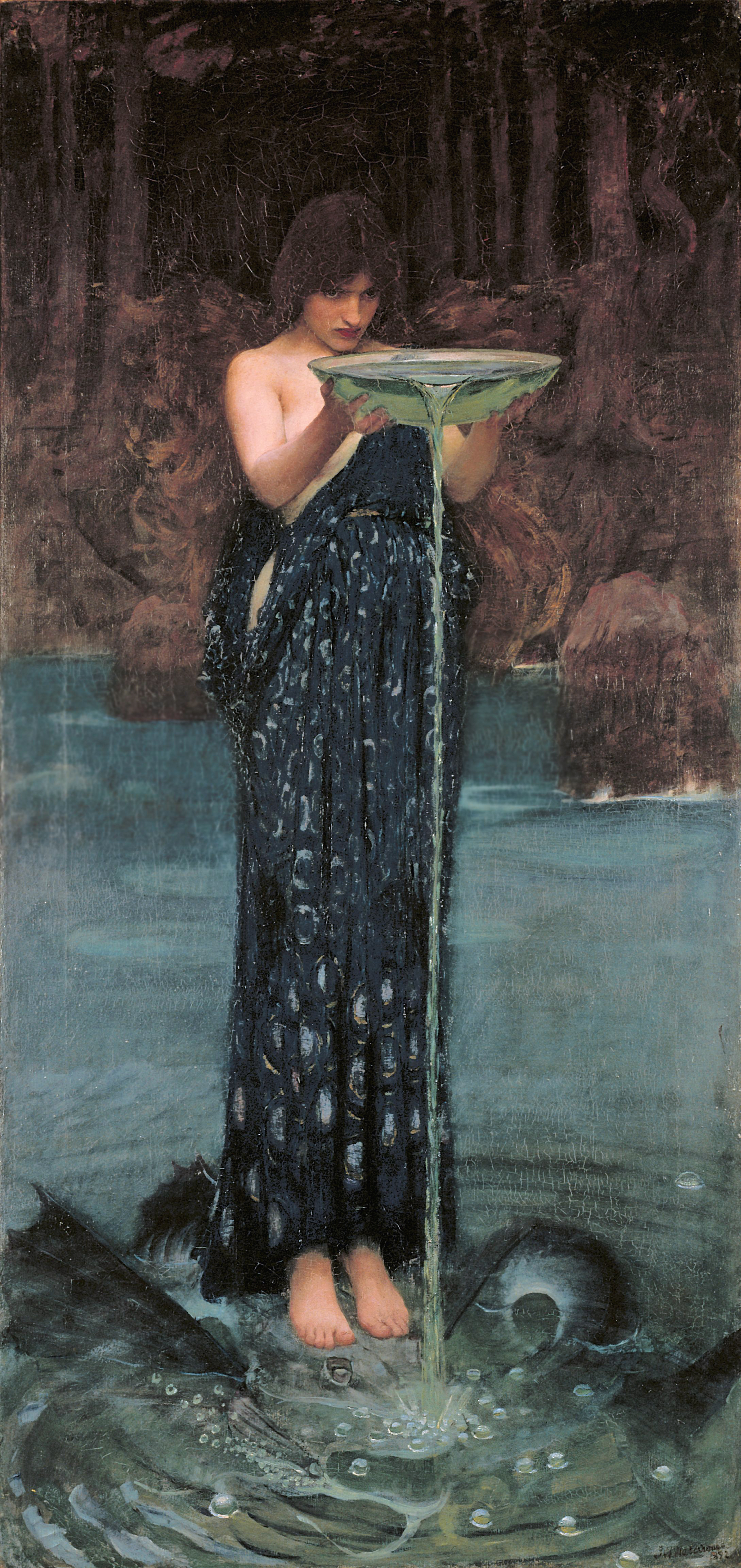
Circe Invidiosa 1892
O naiadă sau Hylas cu o nimfă 1893
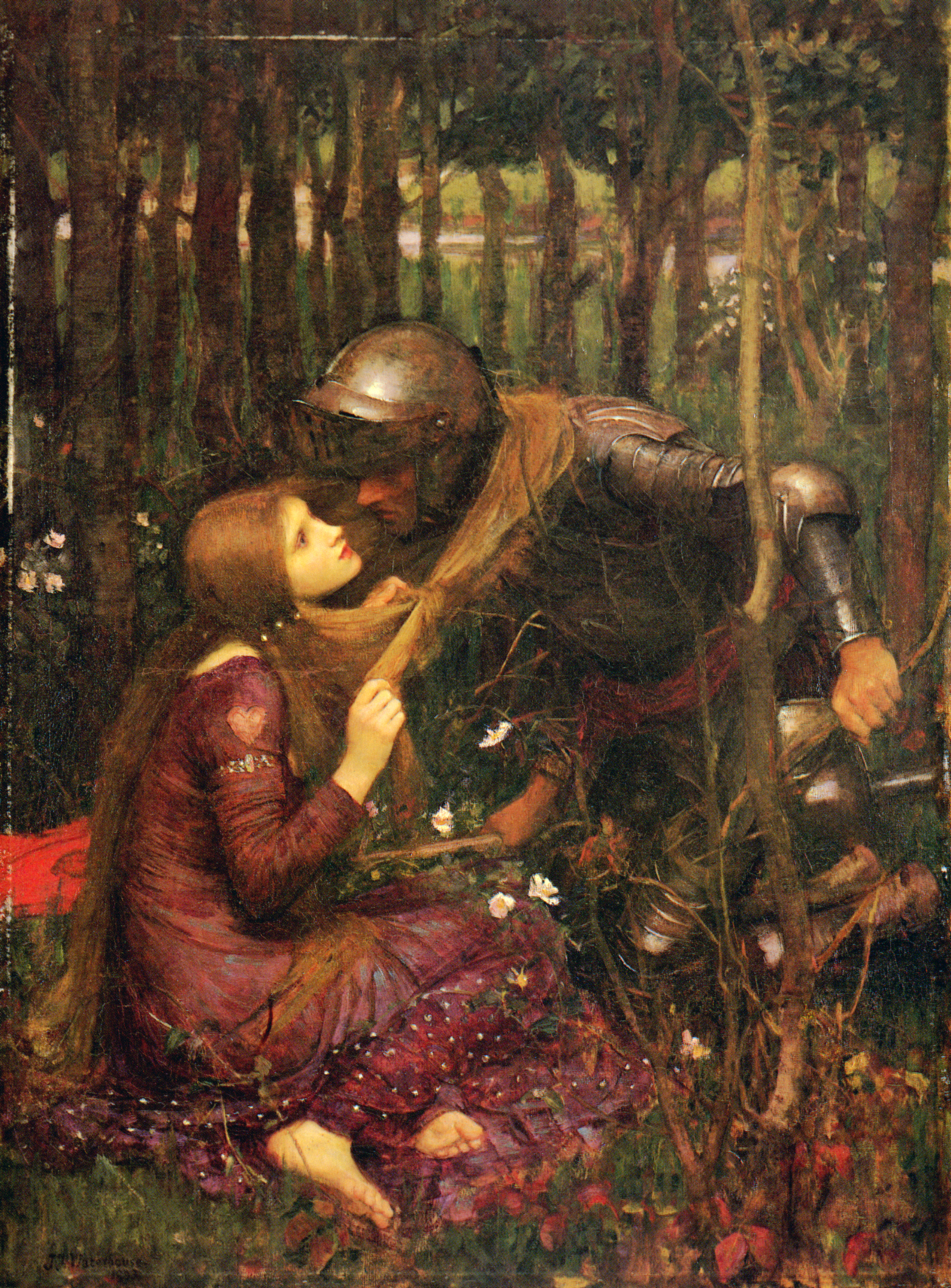
La Belle Dame sans Merci 1893
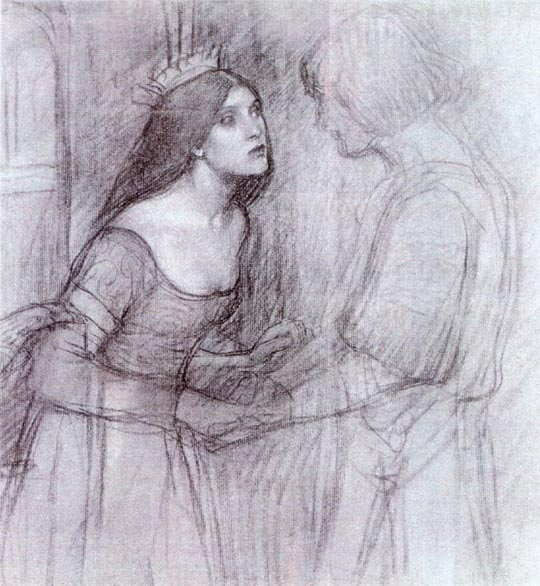
Studiu feminin 1894
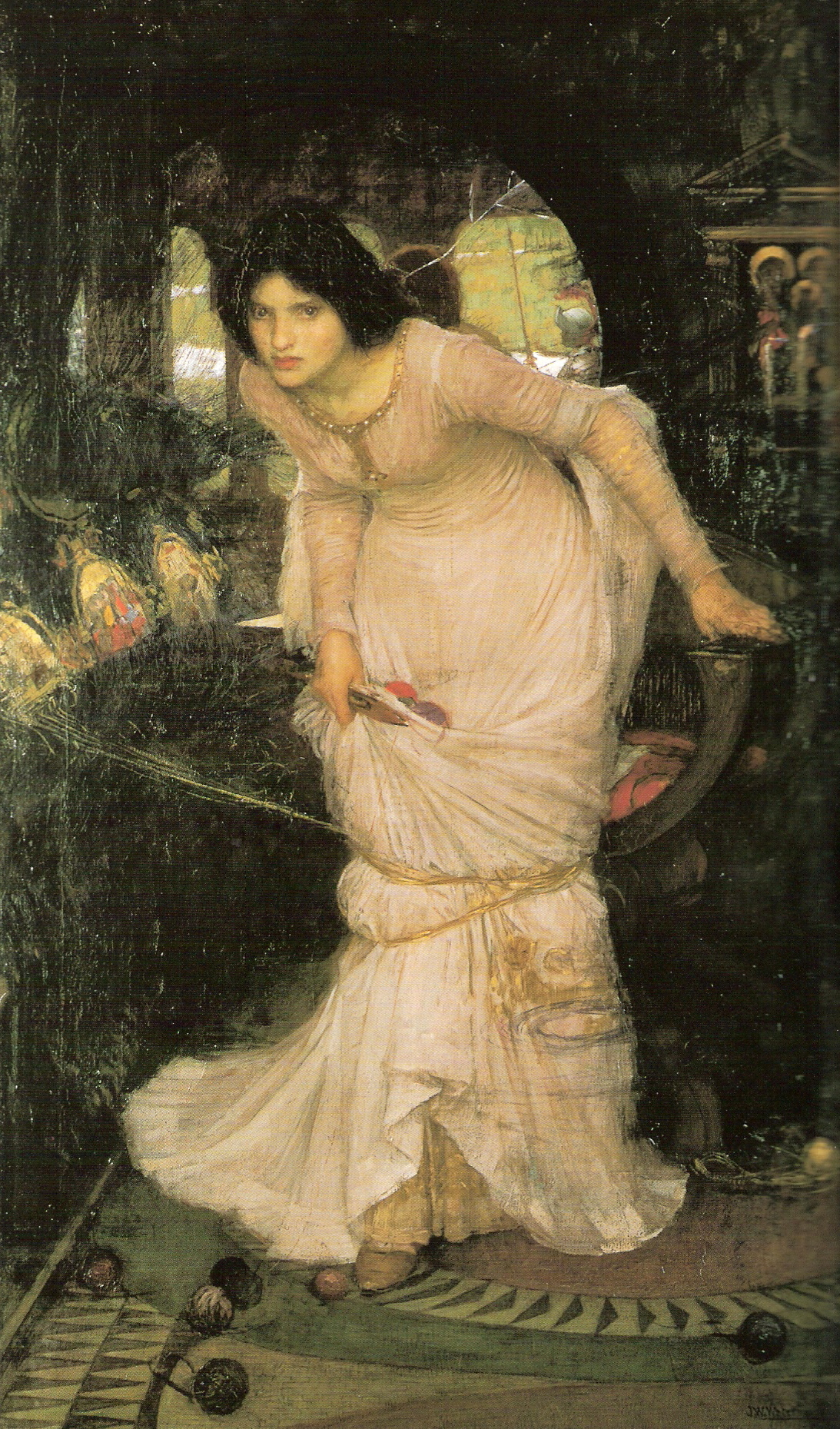
Doamna de Shalott uitându-se la  Lancelot 1894
Ofelia 1894
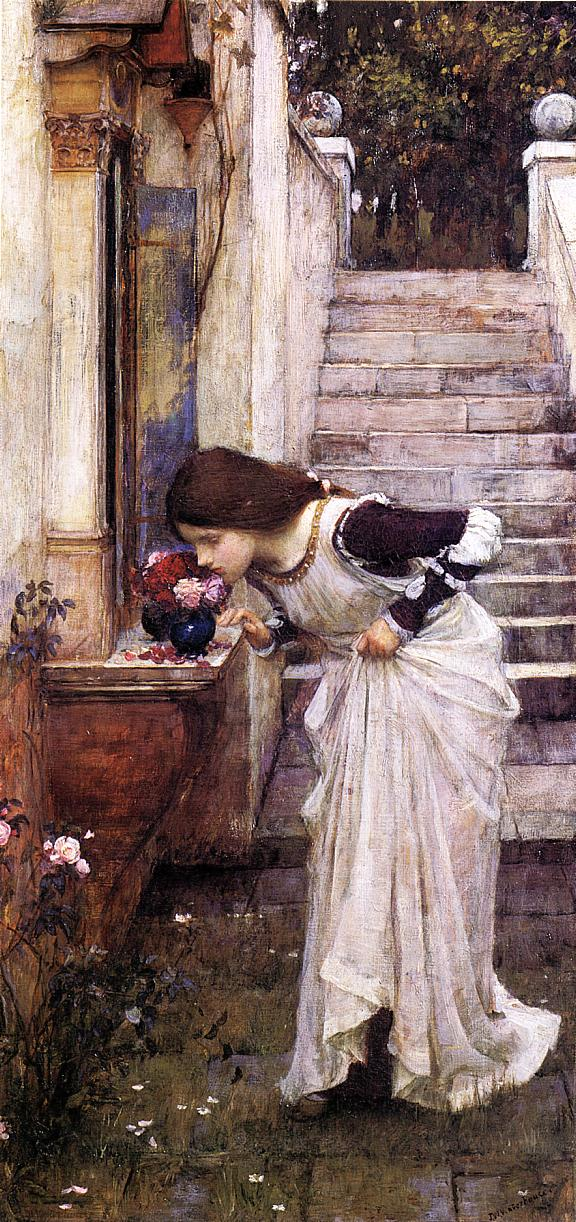
Altarul 1895
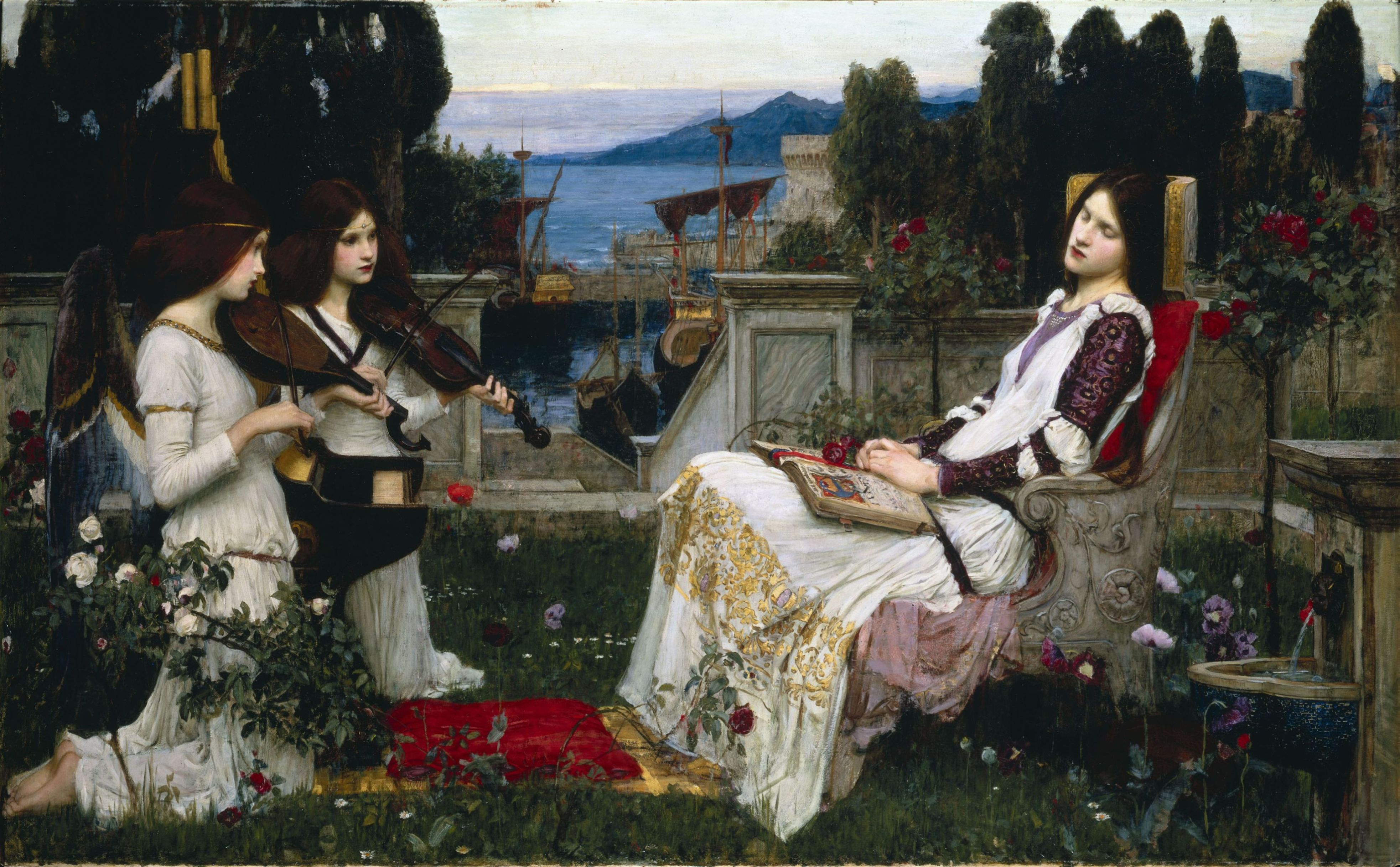
Sfânta Cecilia 1895
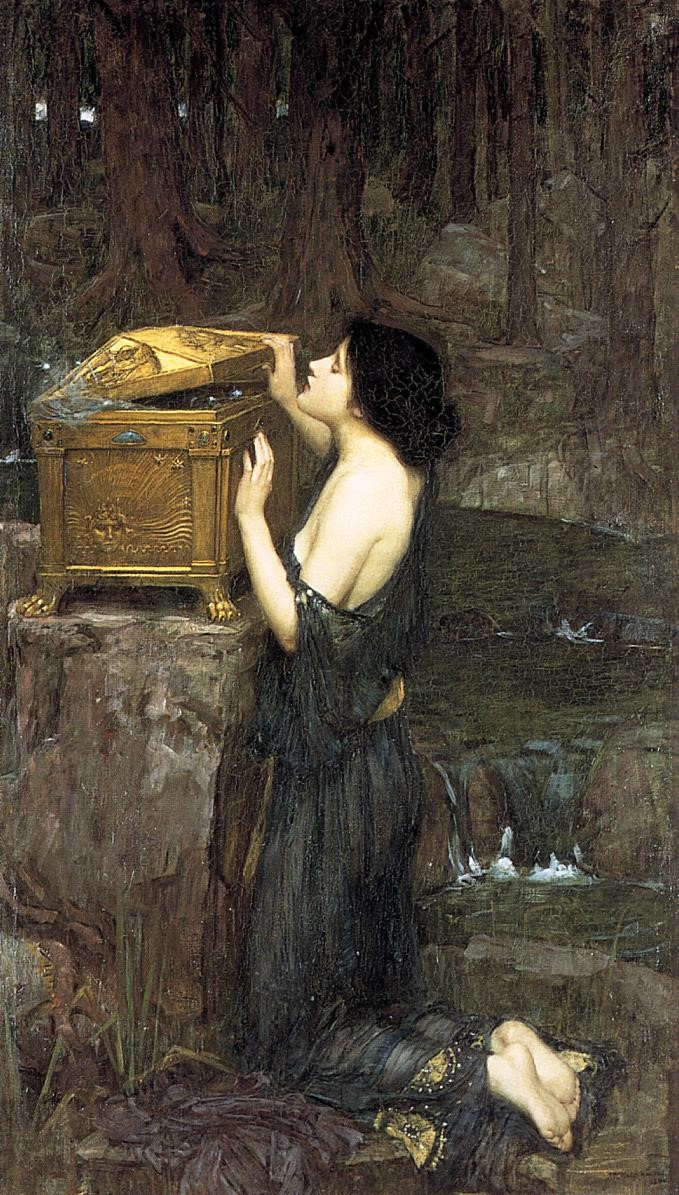
Pandora 1896
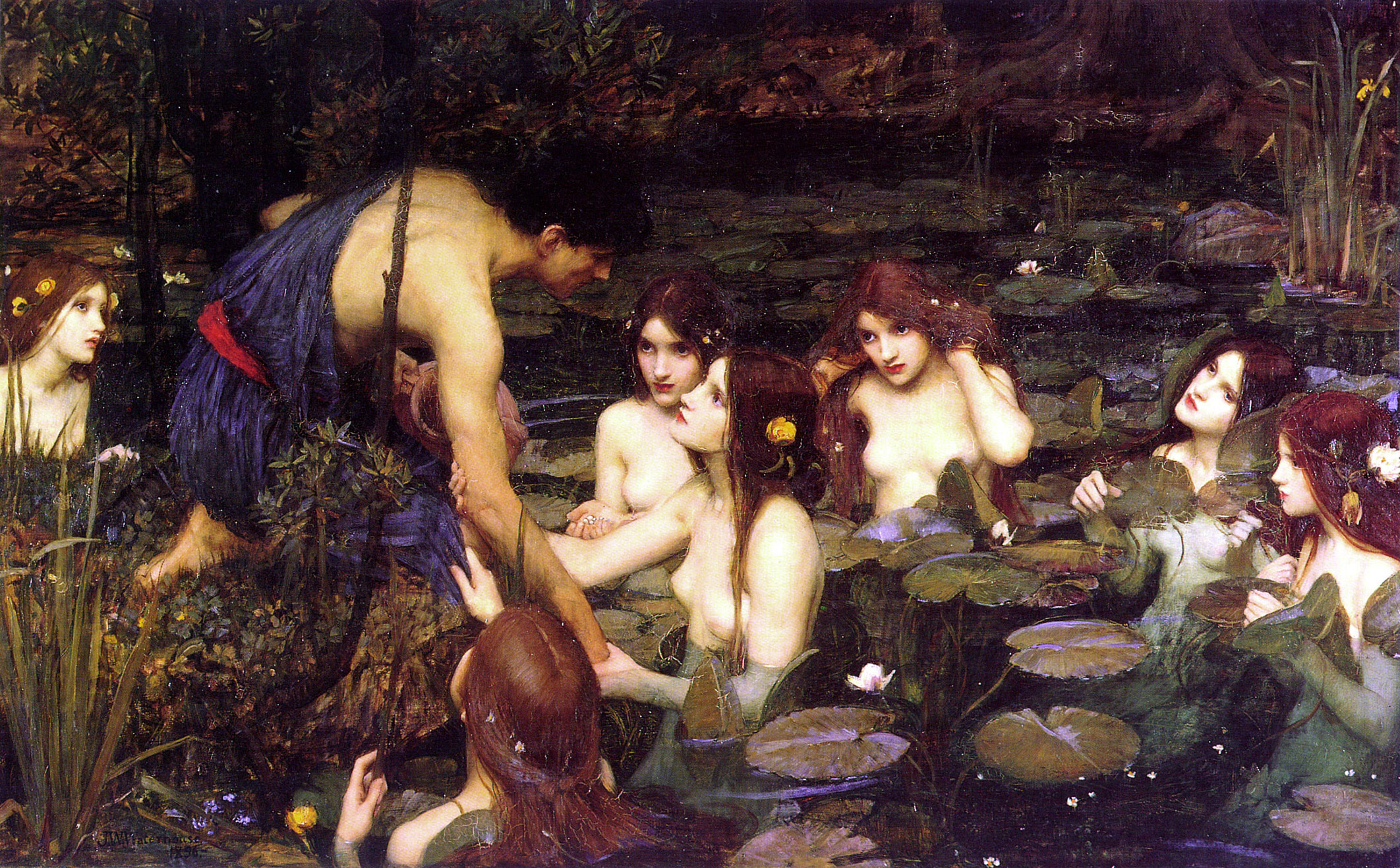
Hylas și nimfele 1896
Julieta 1898

### Anii 1900

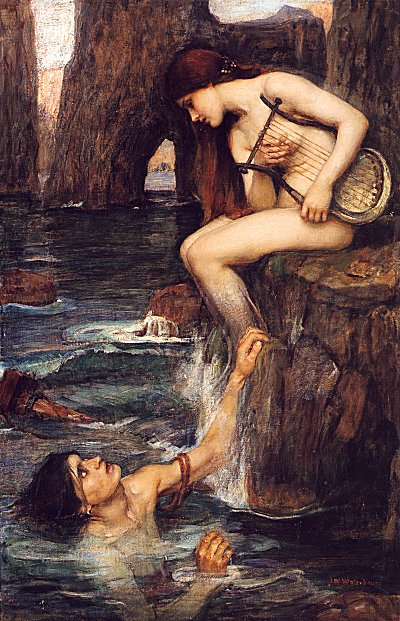
Sirena c. 1900
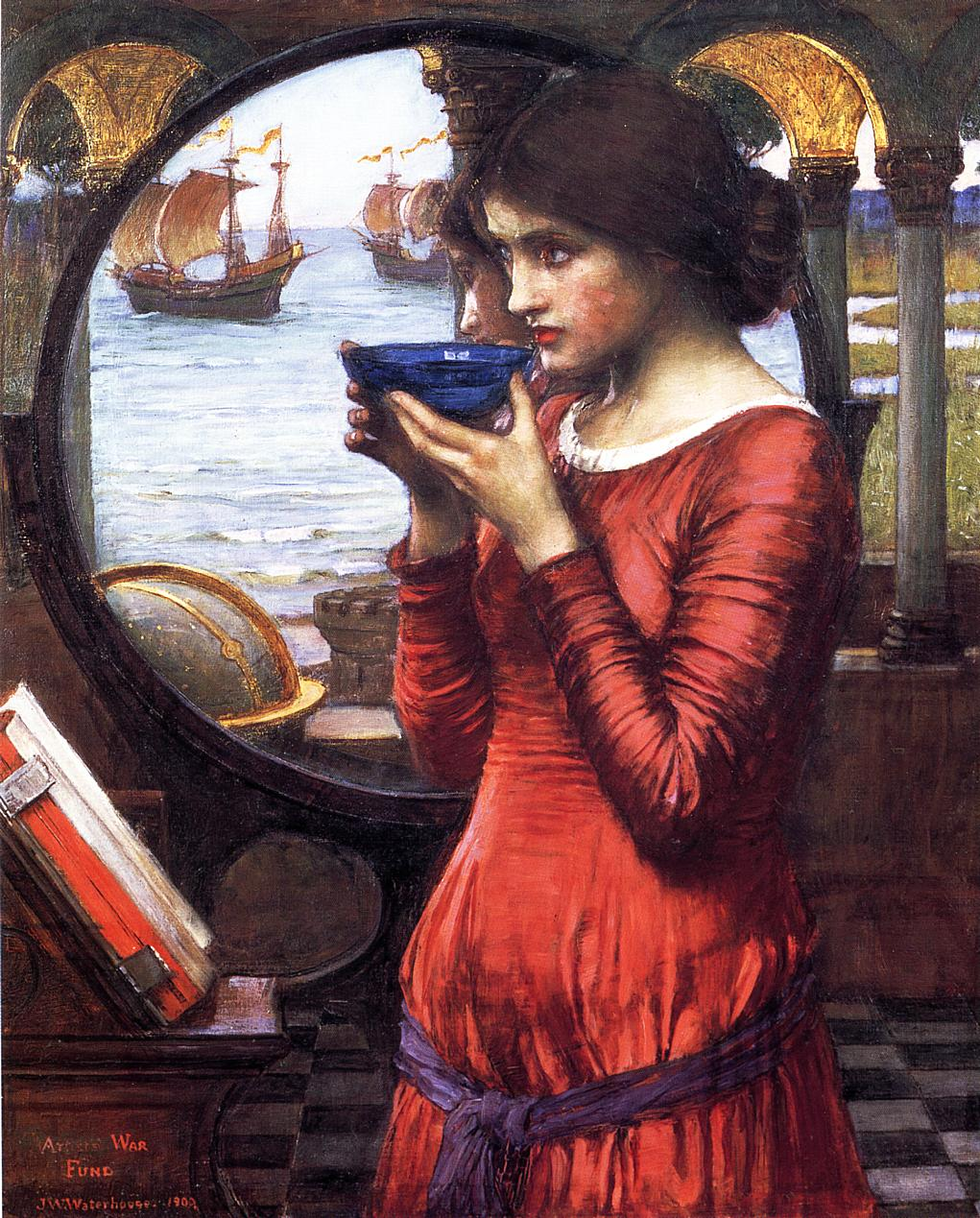
Destin 1900
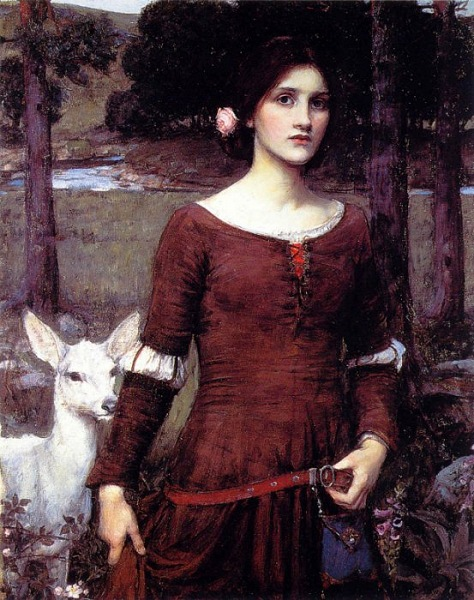
Doamna Clare 1900
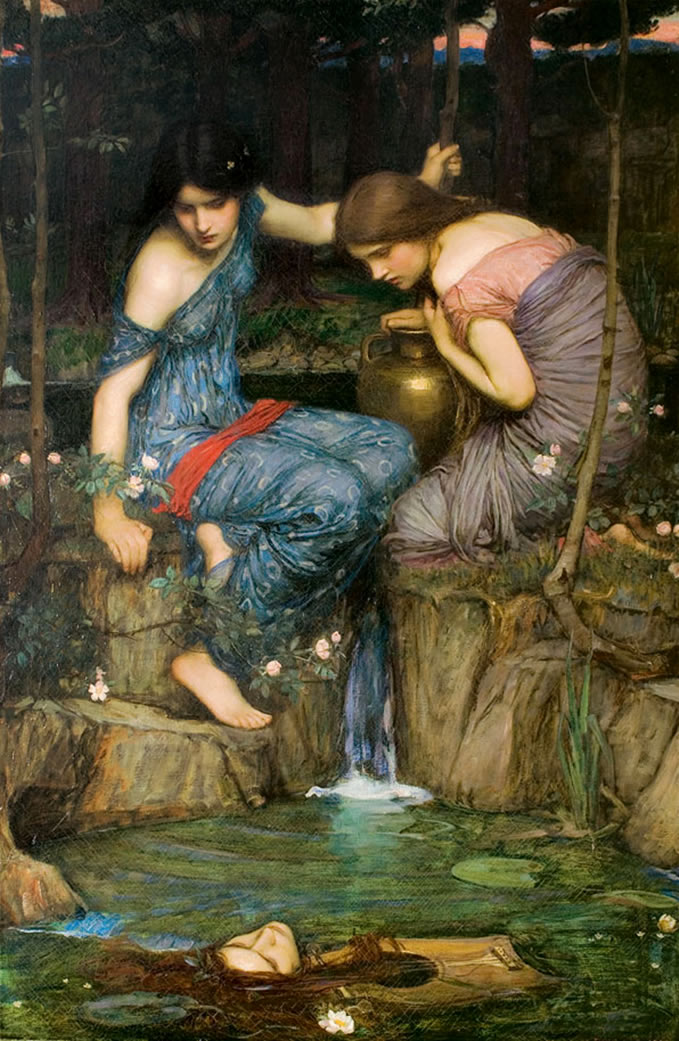
Nimfe găsind capul lui Orfeu 1900
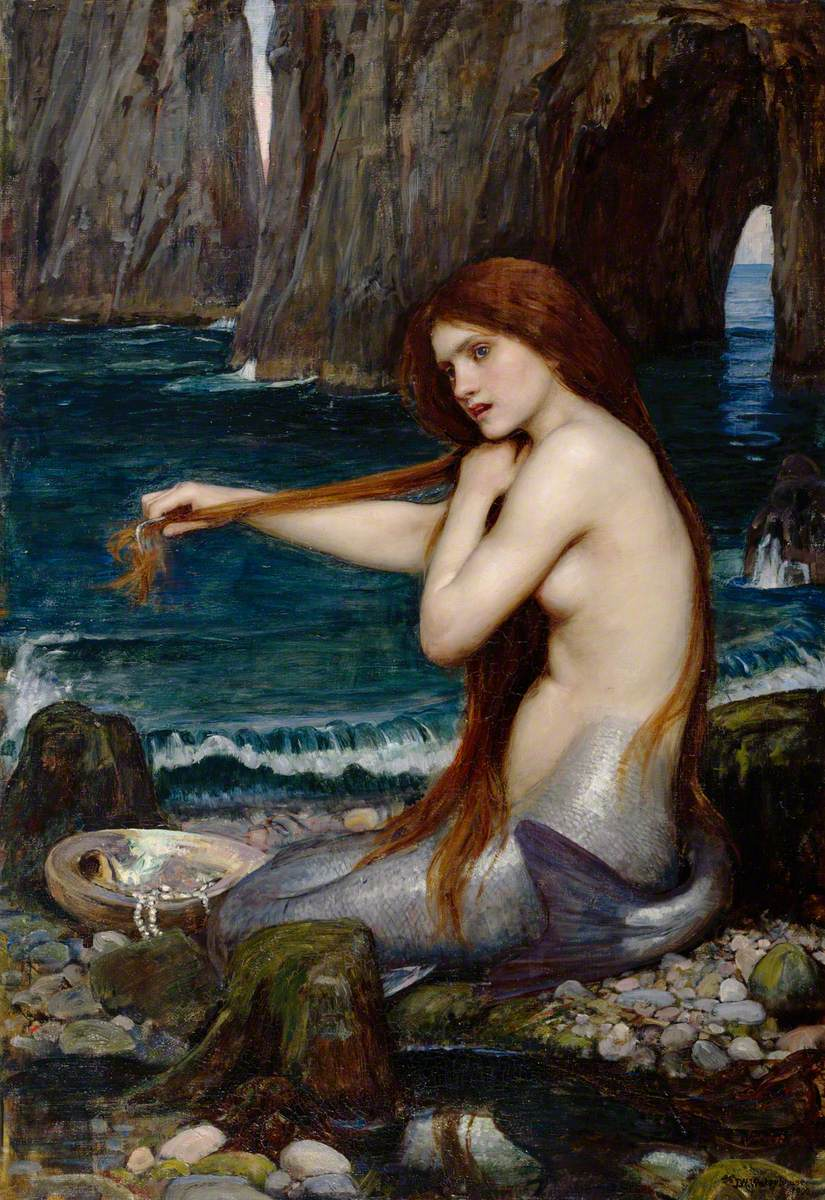
Sirena 1901
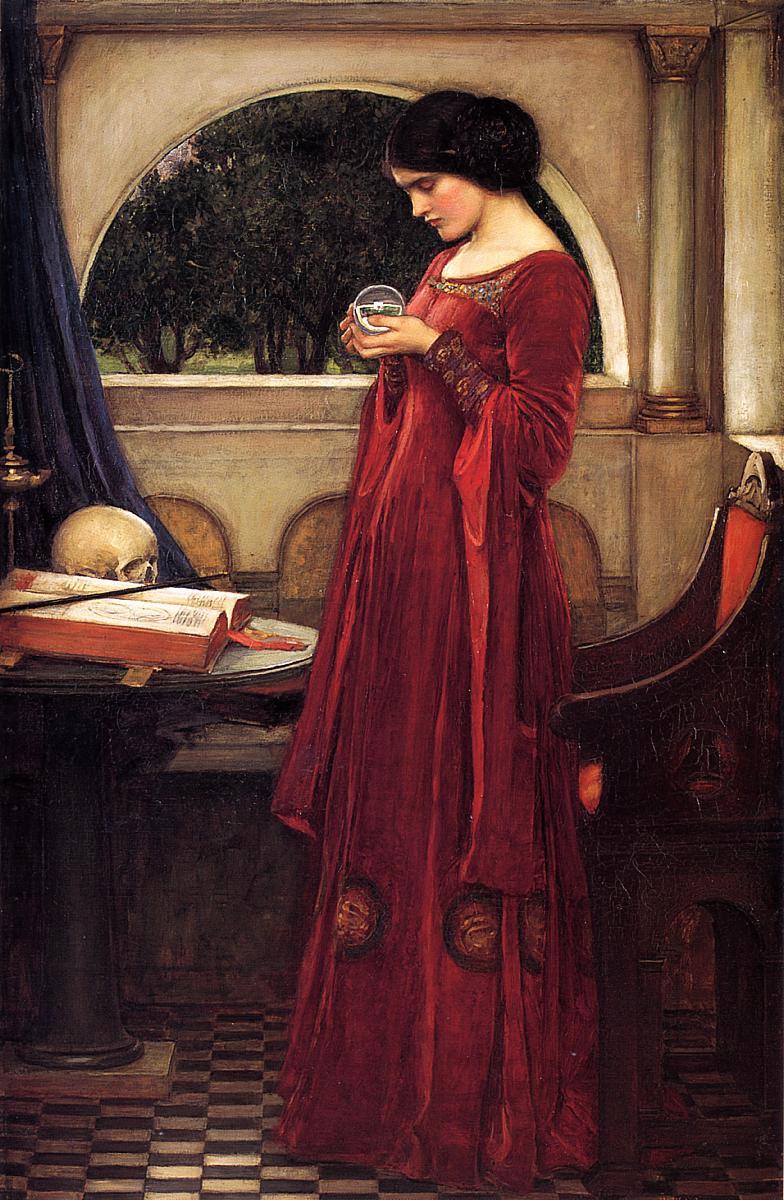
Globul de cristal 1902
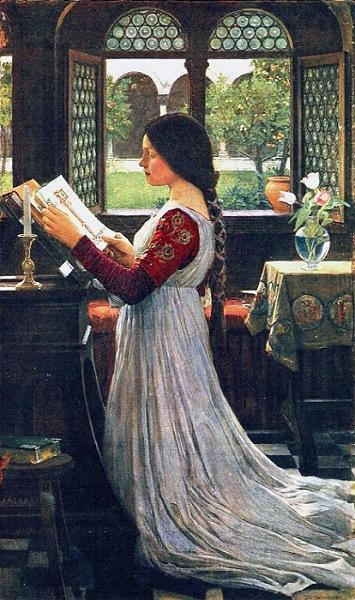
The Missal 1902
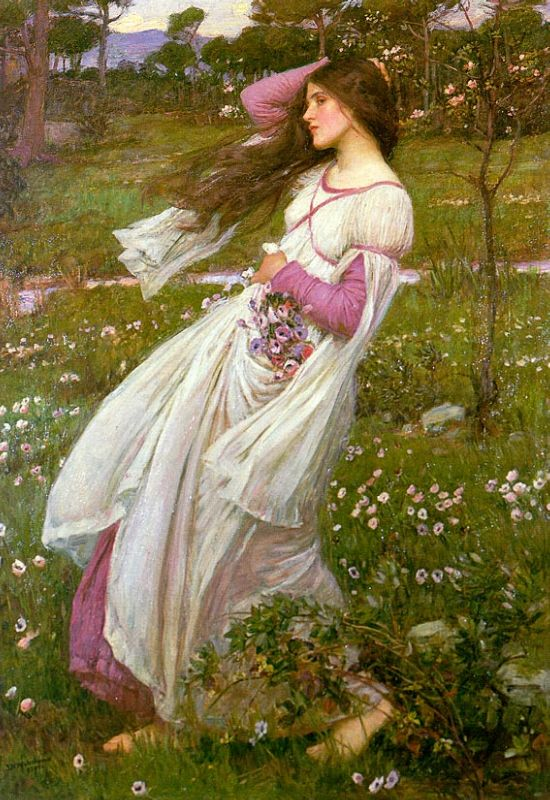
Flori de vânt 1902
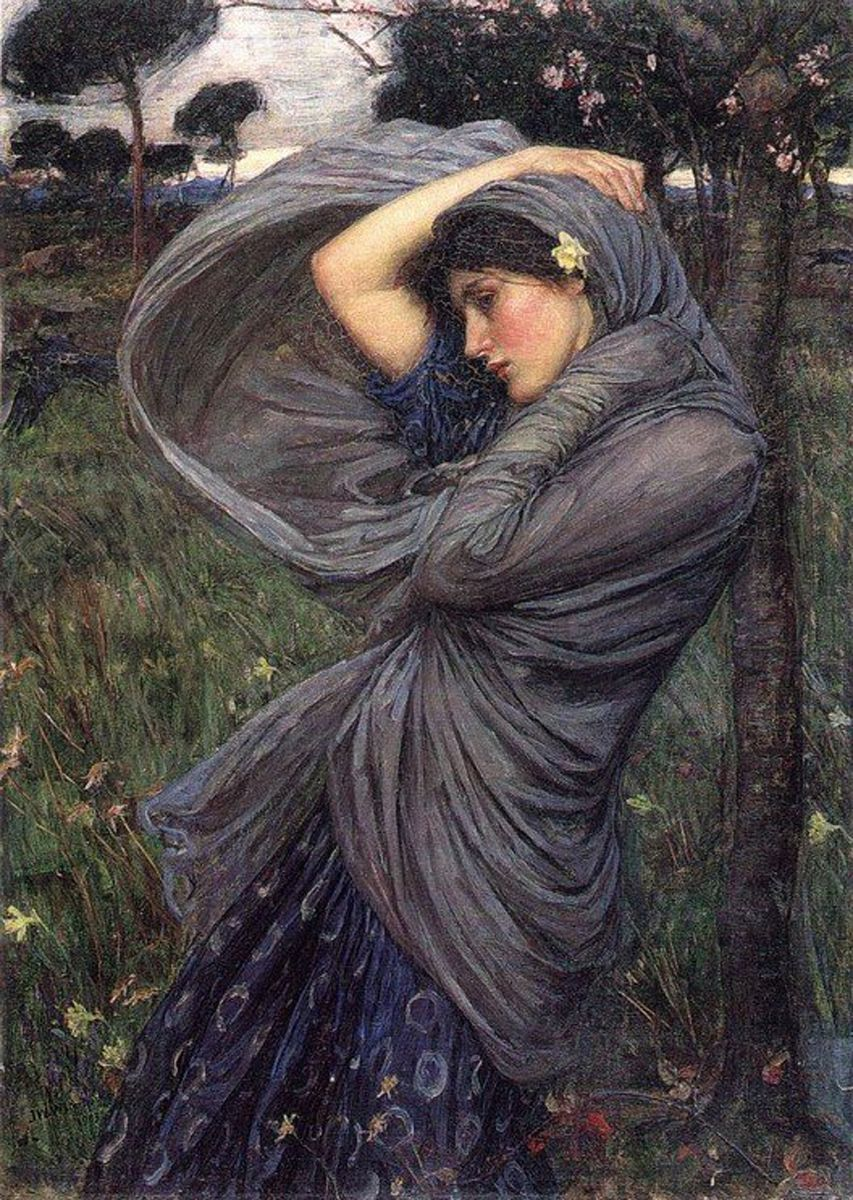
Boreas 1903
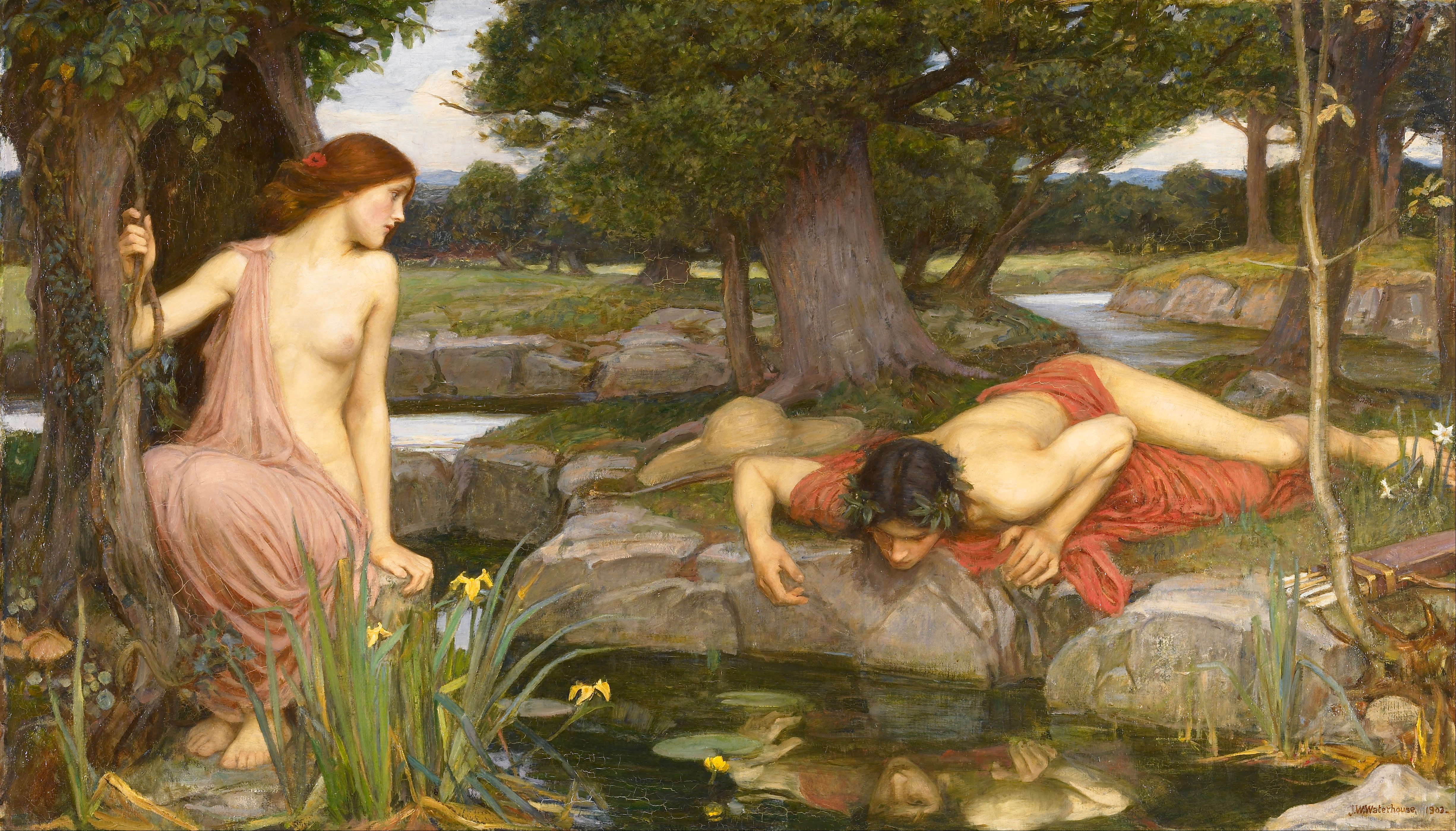
Echo și Narcis 1903
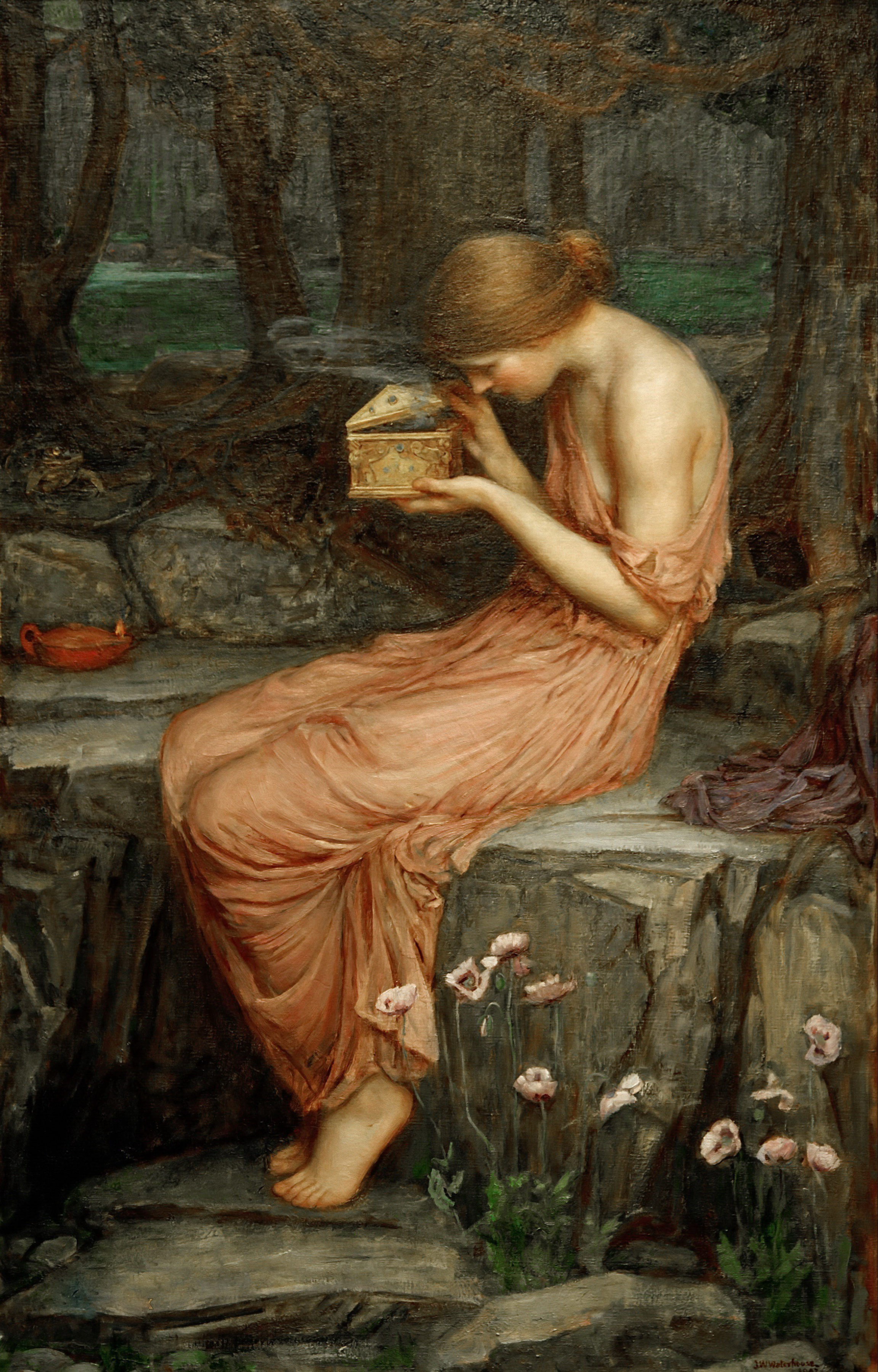
Psyche deschizând cutia de aur 1903
Psyche deschizând ușa spre grădina lui Cupidon 1904
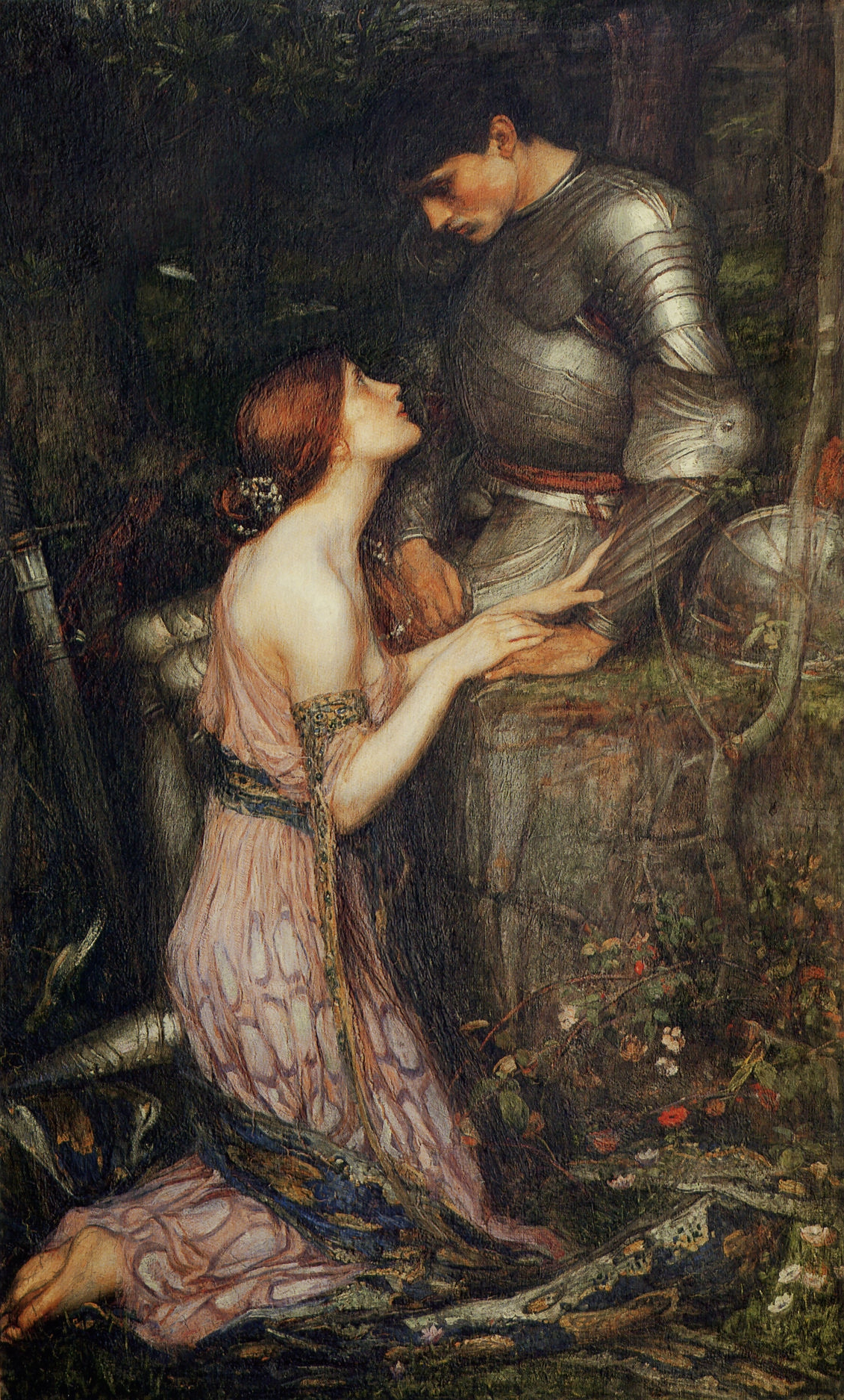
Lamia (versiunea 1) 1905
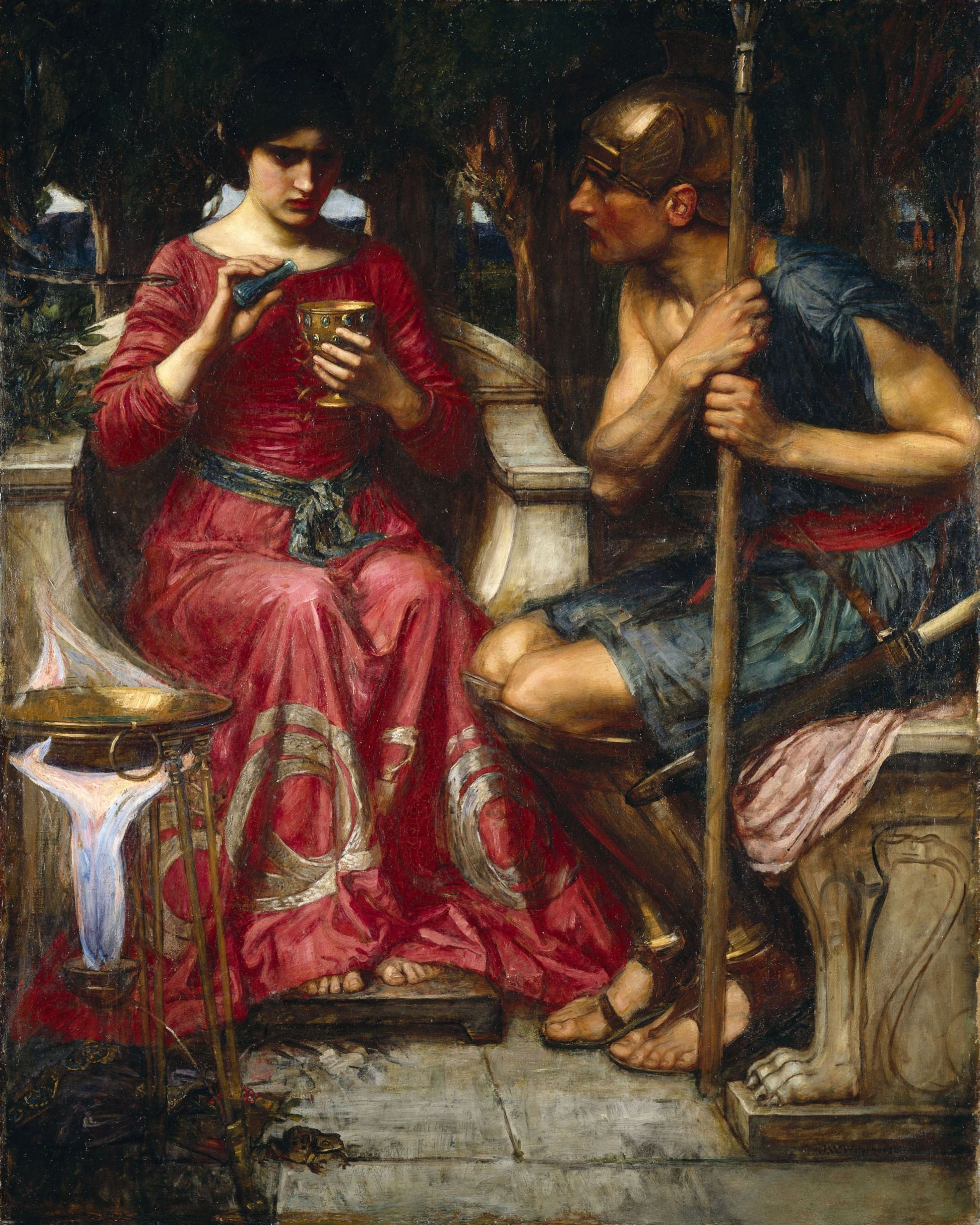
Iason și Medeea 1907
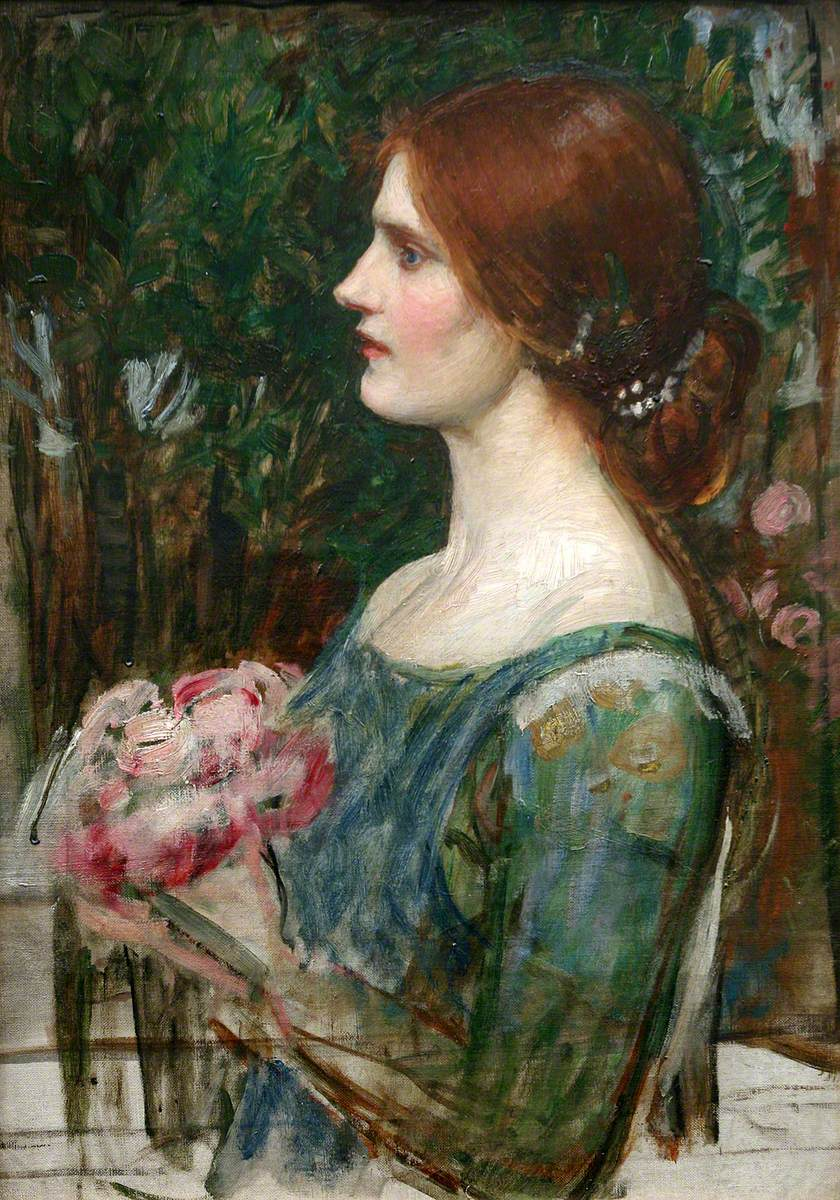
Buchetul (studiu) 1908
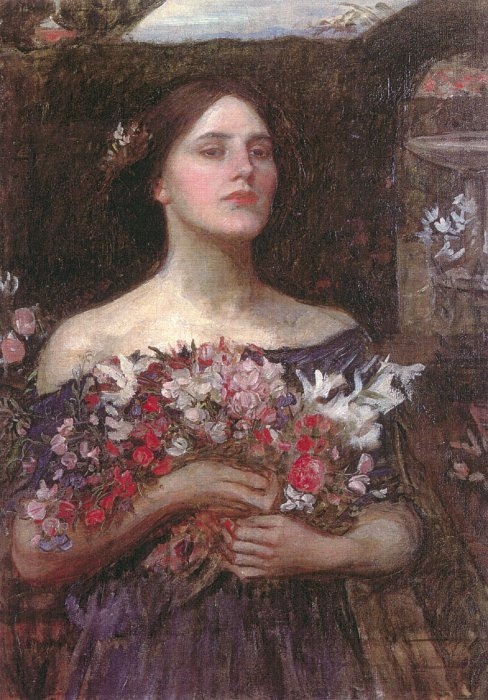
Adună-ți trandafirii sau Ofelia (studiu) circa 1908
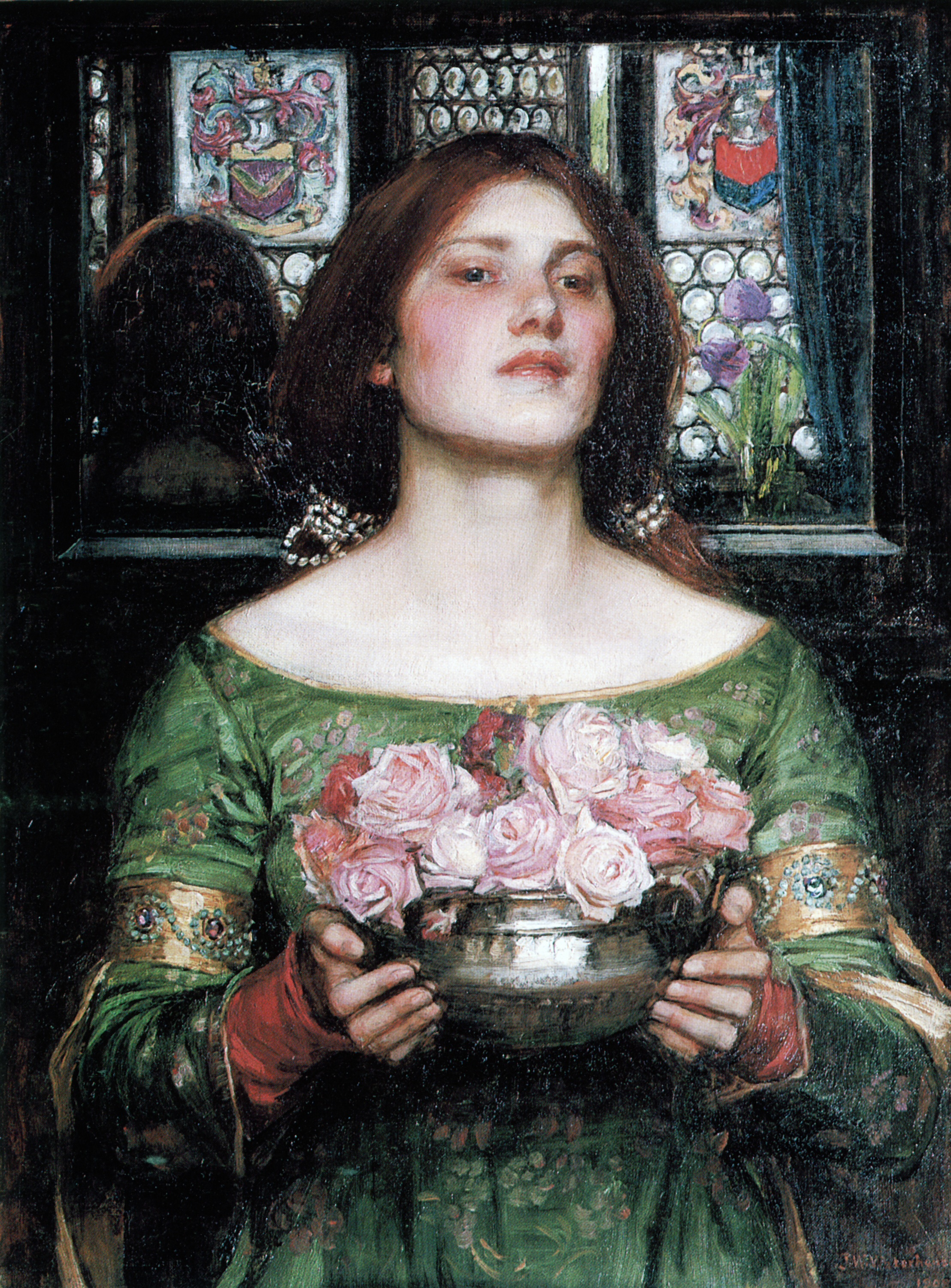
Adună-ți trandafirii cât mai poți... 1908
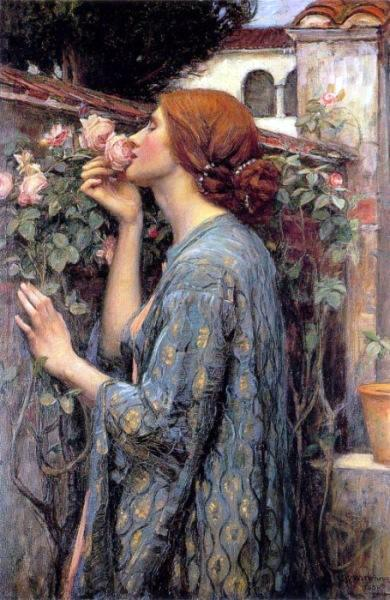
Sufletul trandafirului 1908
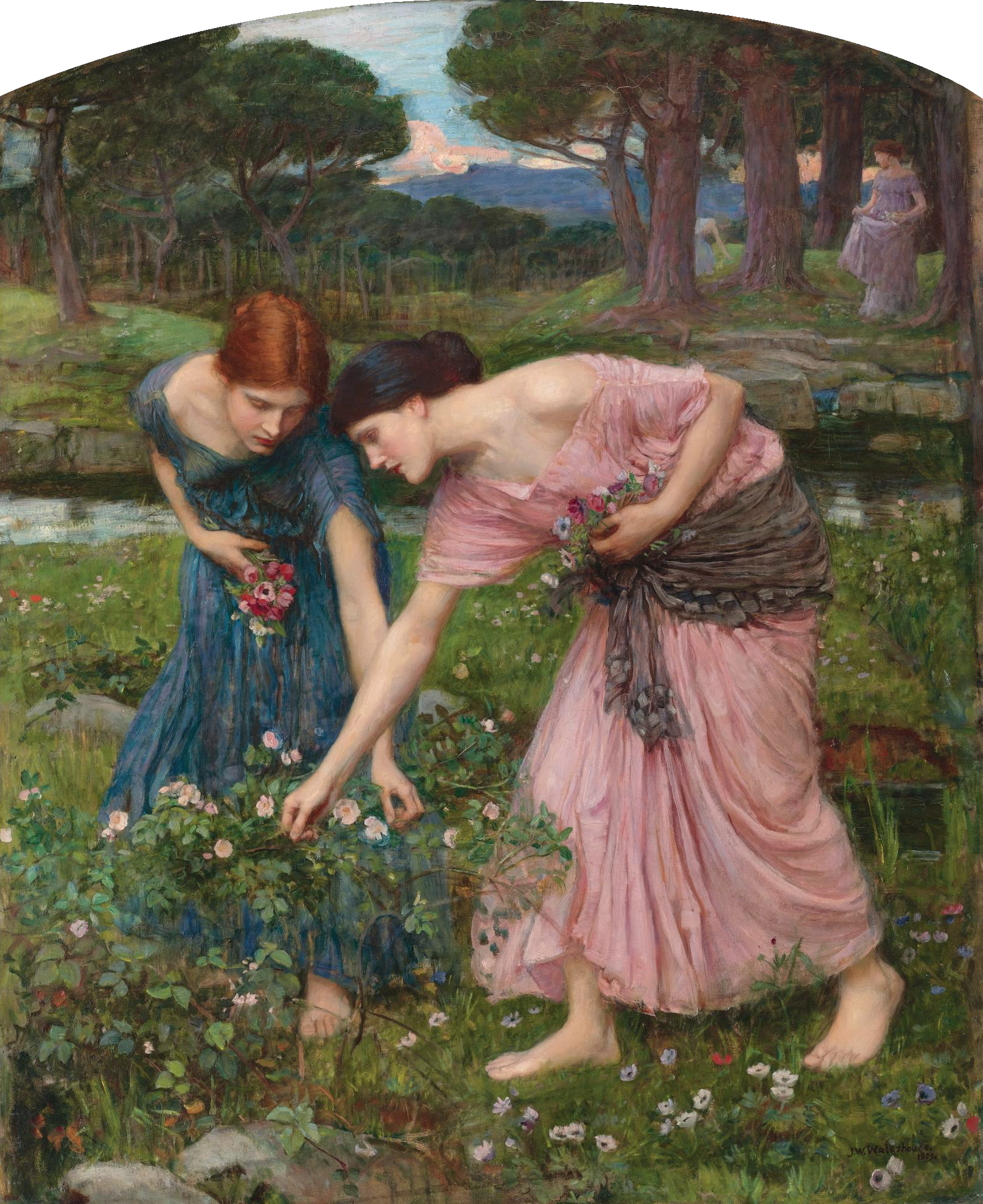
Adună-ți trandafirii cât mai poți 1909
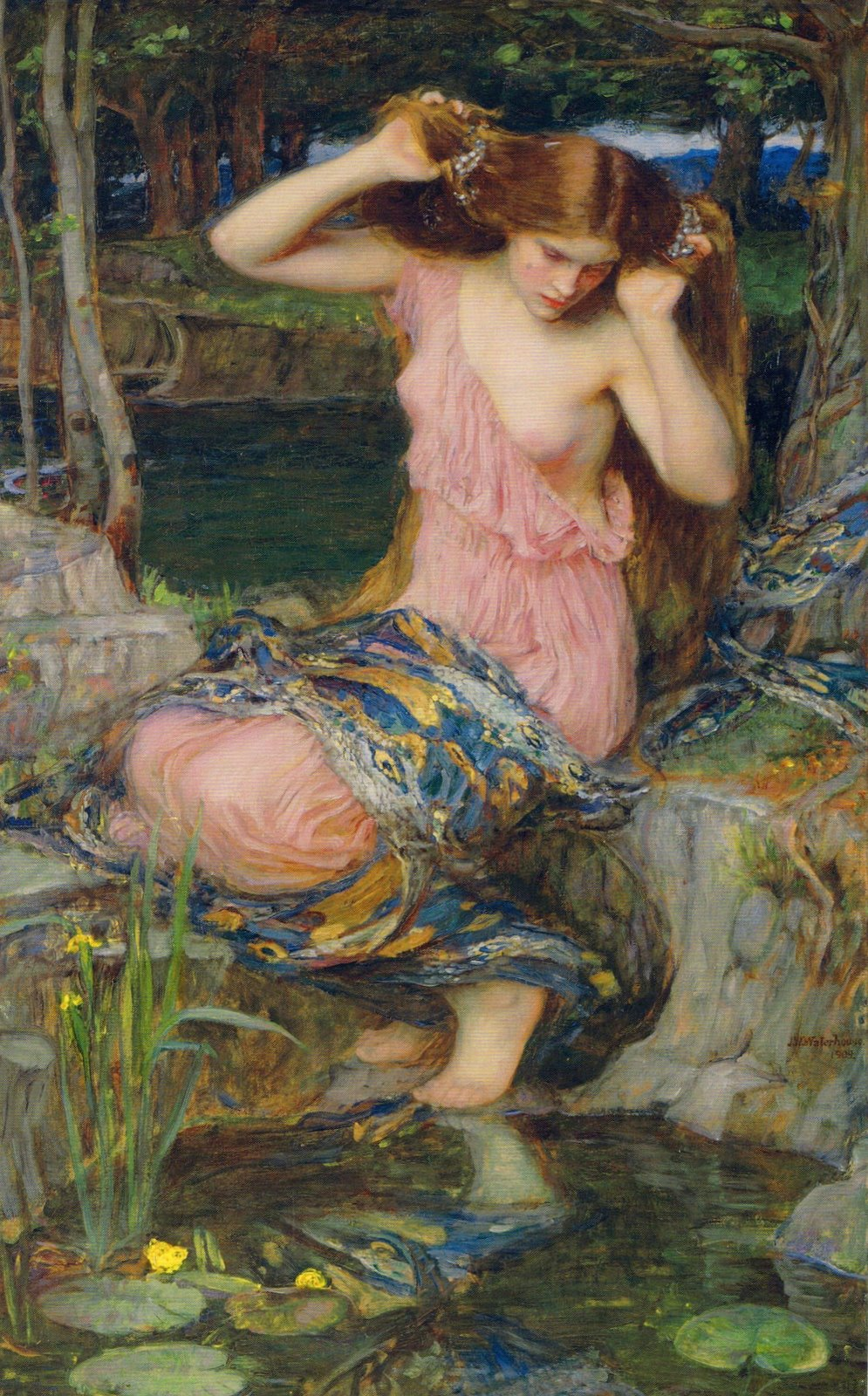
Lamia (versiunea a doua) 1909
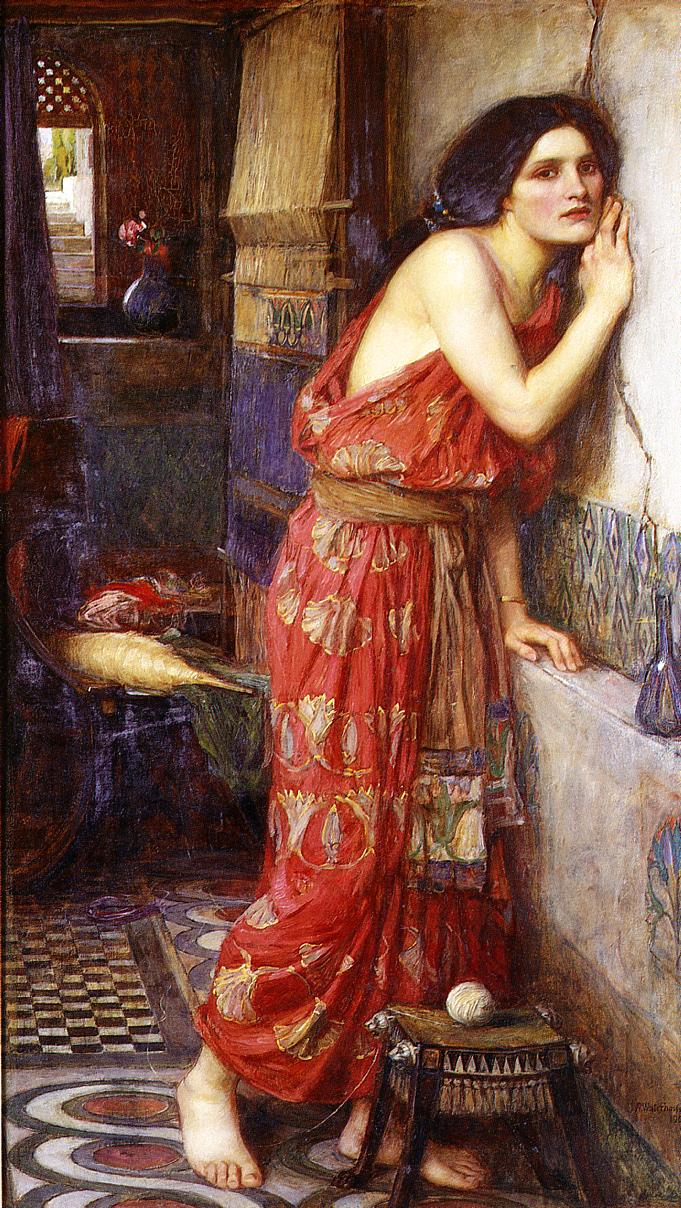
Thisbe 1909

### Anii 1910

Ofelia 1910
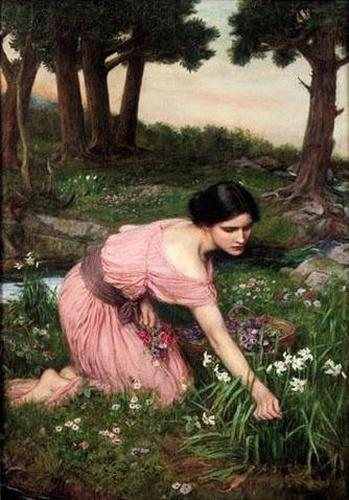
Primăvara împrăștie un strat verde de flori 1910
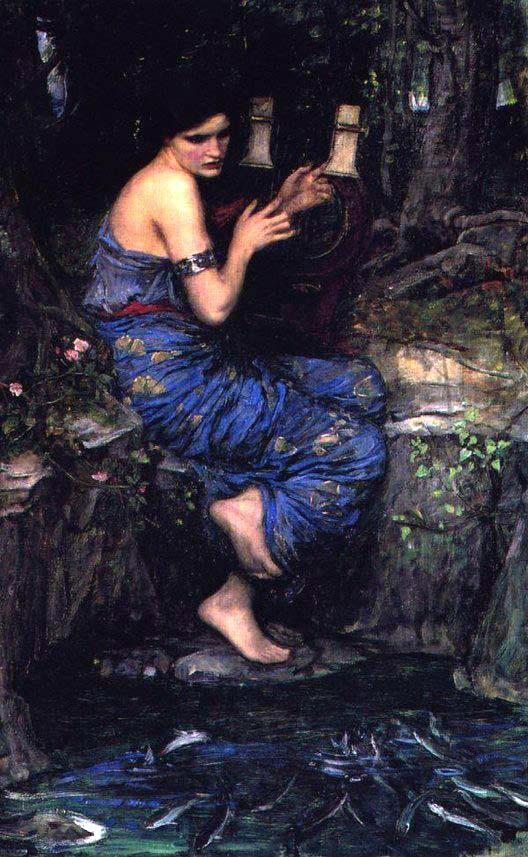
The Charmer 1911
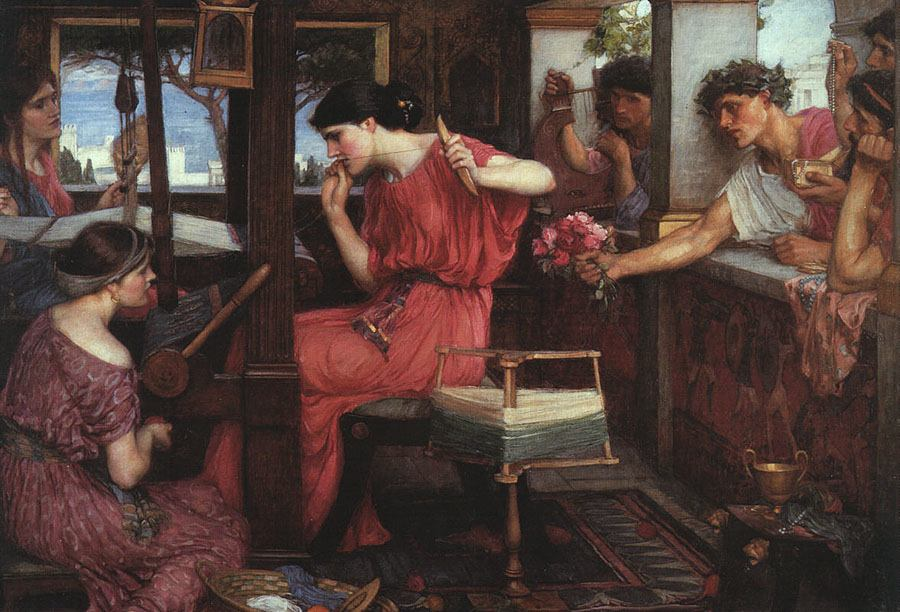
Penelopa și pretendenții 1912
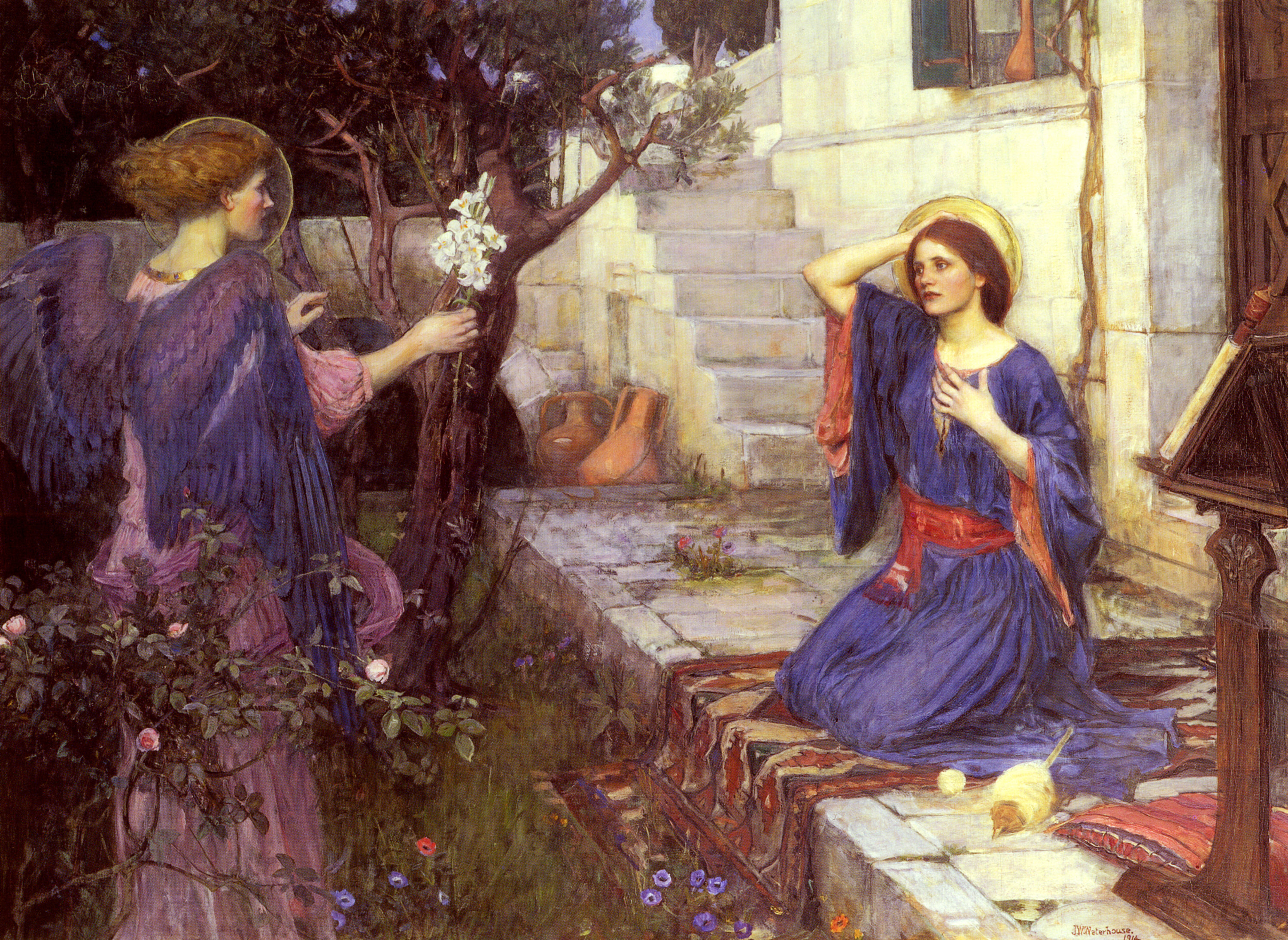
Anunțarea 1914
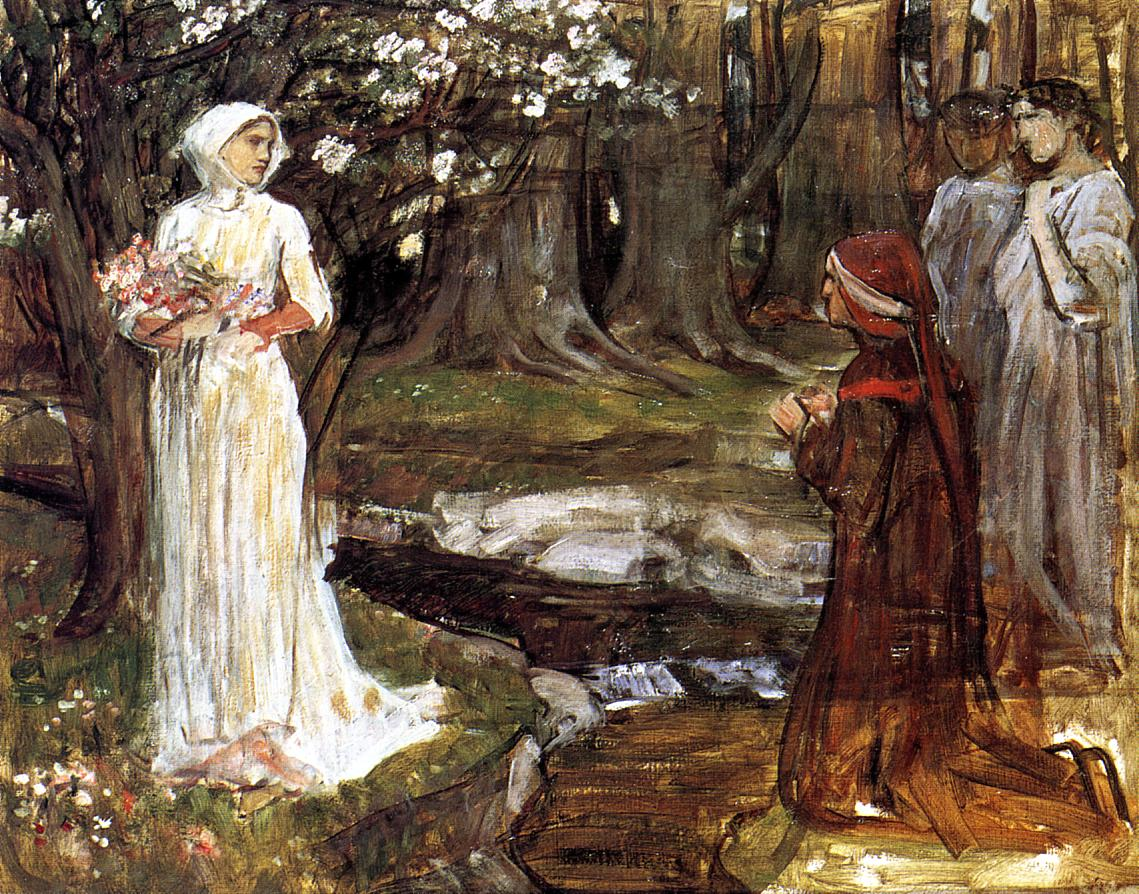
Dante și Matilda (studiu) c. 1914-17
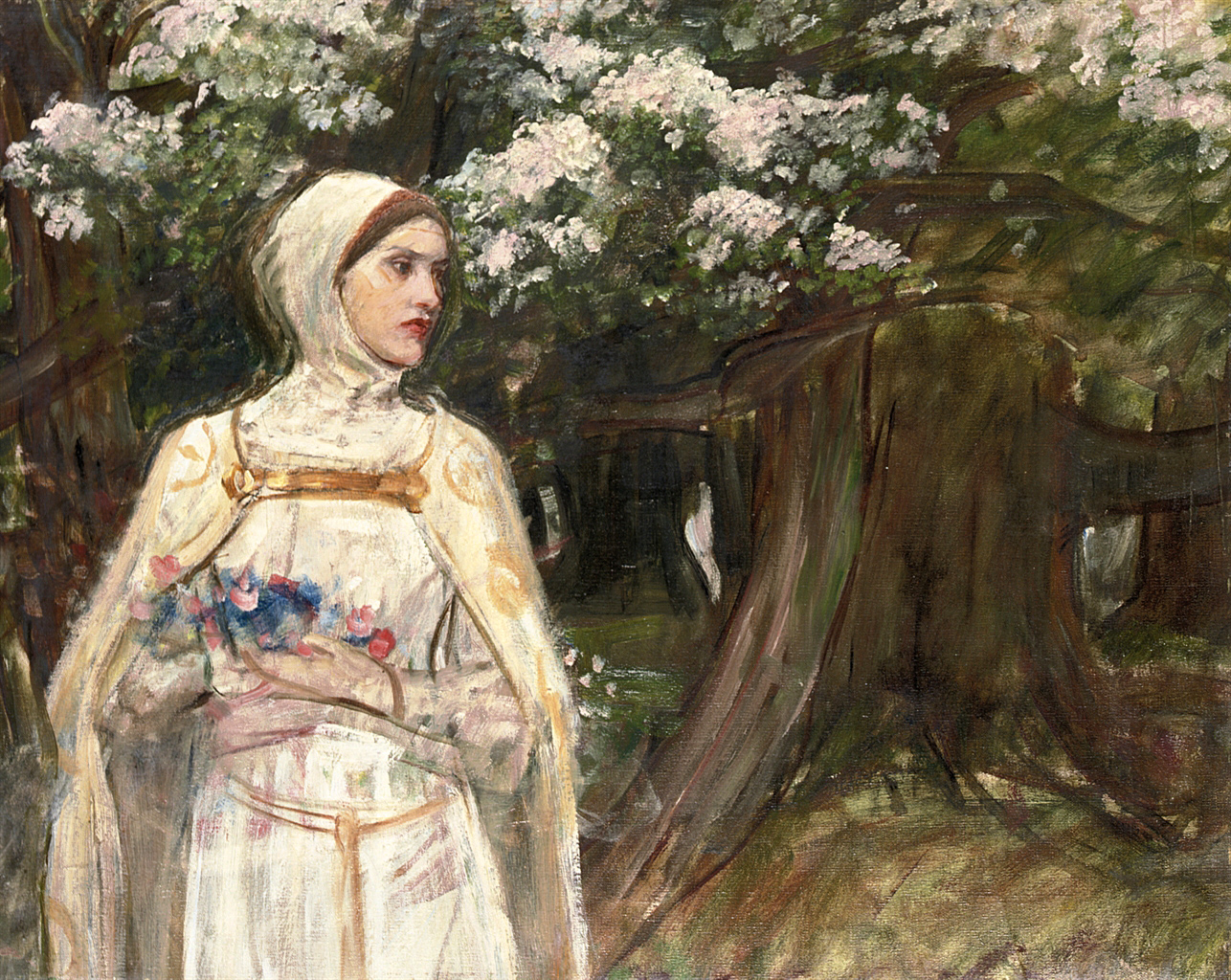
Matilda (studiu) c. 1915
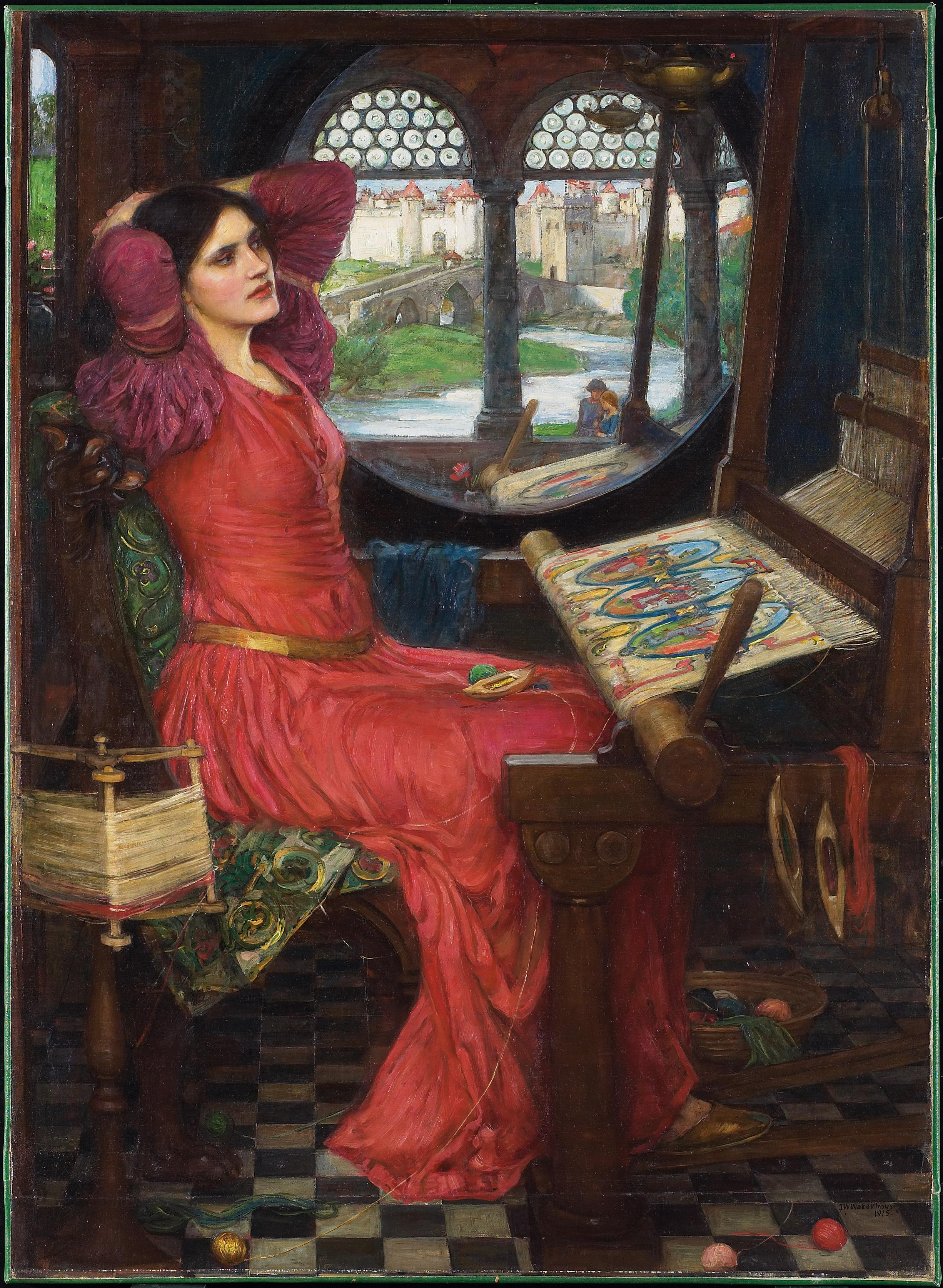
Sunt sătulă de umbre, a spus Doamna de Shalott 1916
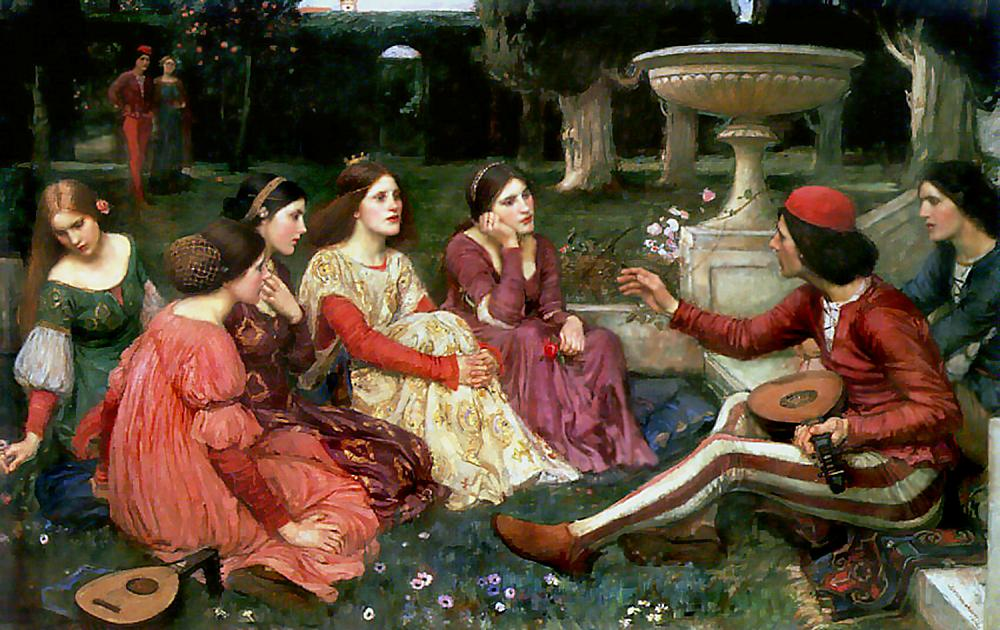
O poveste din Decameron 1916
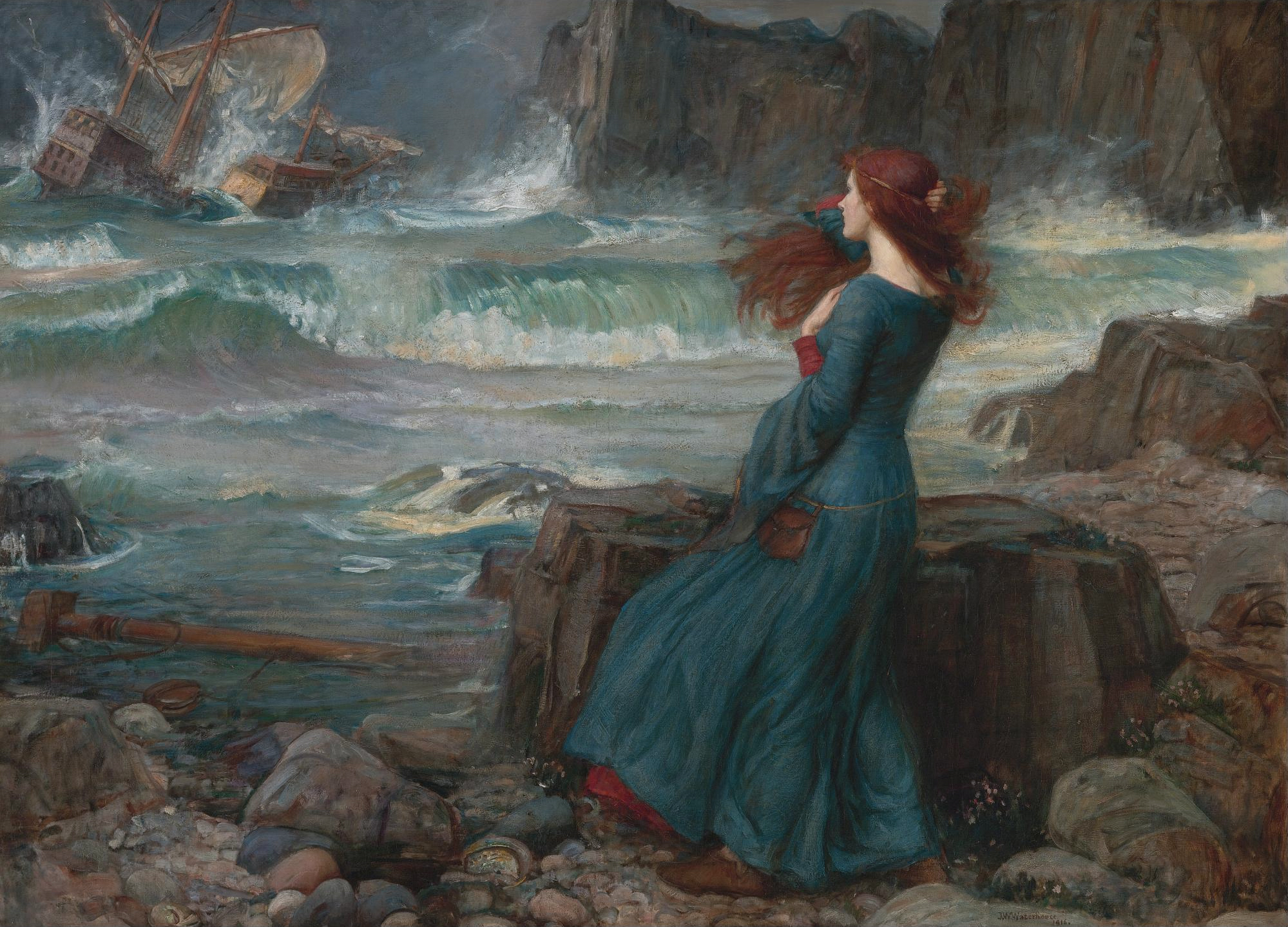
Miranda -- Furtuna 1916
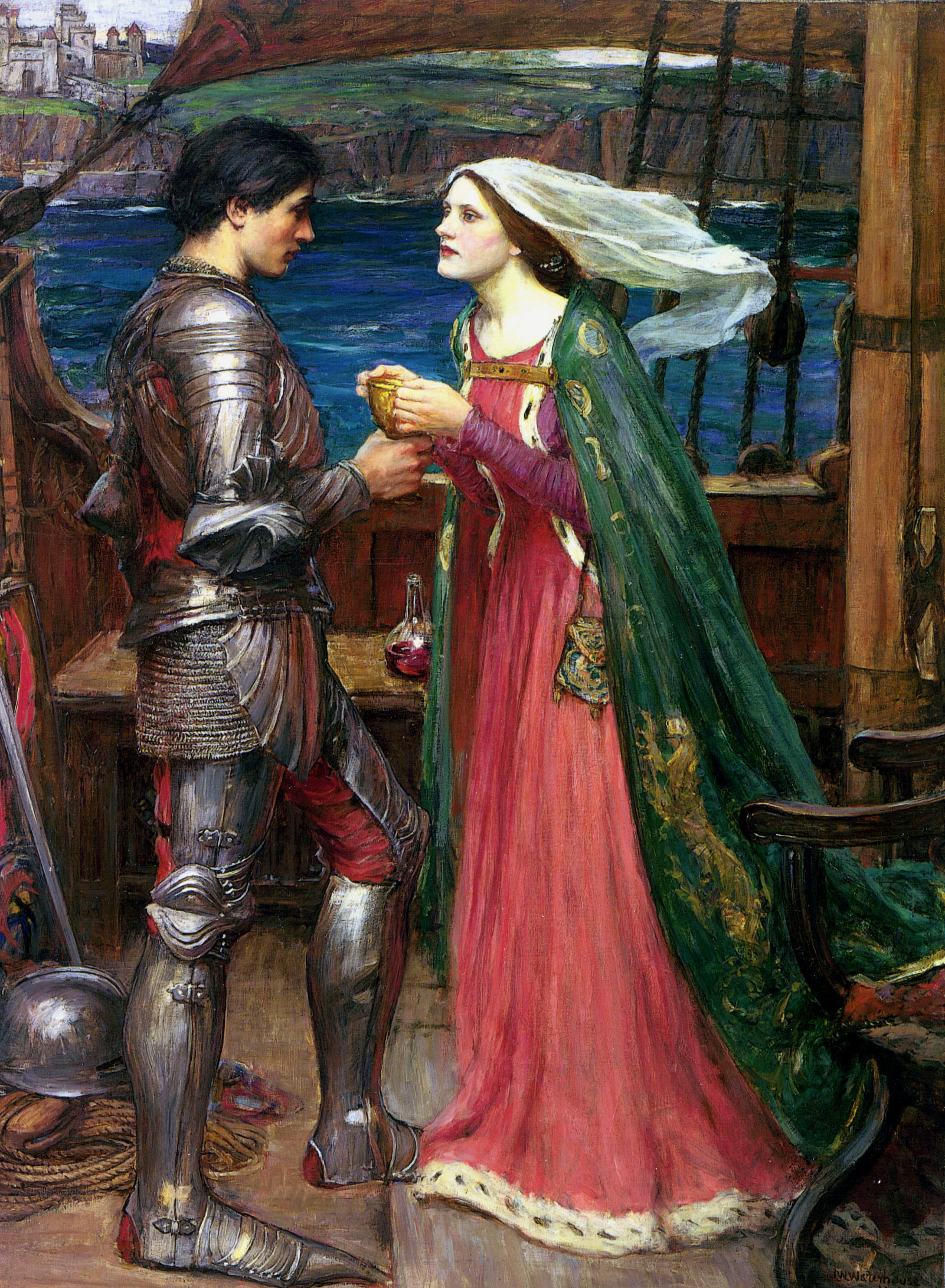
Tristan și Isolda 1916